# Période Yayoi
Pour les articles homonymes, voir Yayoi (homonymie).
Sauf précision contraire, les dates de cet article sont sous-entendues « avant l'ère commune » (AEC), c'est-à-dire « avant Jésus-Christ ».
La période Yayoi ou ère Yayoi (弥生時代, Yayoi jidai) qui débute à environ 300 av. J.-C. - 300 apr. J.-C. selon la chronologie classique (bien que certains archéologues proposent un début vers 800 ou 900 av. J.-C.) est l'une des quatorze subdivisions traditionnelles de l'histoire du Japon. Précédée par la période Jōmon et suivie par la période Kofun, c'est la première période de culture agraire au Japon et on y voit se développer rapidement la culture du riz en rizières inondées. Cette période voit aussi, peu après, son premier âge du bronze - âge du fer dont les technologies ainsi que certains traits caractéristiques de la céramique et la culture du riz en rizières inondées ont clairement été importés depuis la Corée. Ces échanges avec la Corée se sont faits sur une longue période, au cours de sa période de la céramique Mumun, puis des trois confédérations, les Samhan et des Trois Royaumes, ensuite.
Les dates de cette période ont changé récemment. Pour les historiens et en raison des découvertes archéologiques, la période qui voit apparaitre les premières rizières est datée, depuis les années 1980, vers 500 avant l’ère commune. C'est une période de transition avec la culture précédente que l'on situait, avant les années 1980, à la fin de période Jōmon. Elle est considérée en 2013 comme « Yayoi initial », lequel commence donc vers 800 avant l’ère commune. Mais, si cette date symbolique a été déplacée, il n'en demeure pas moins que la rupture en question n'est effective, d'abord, que dans l'ouest des grandes îles.

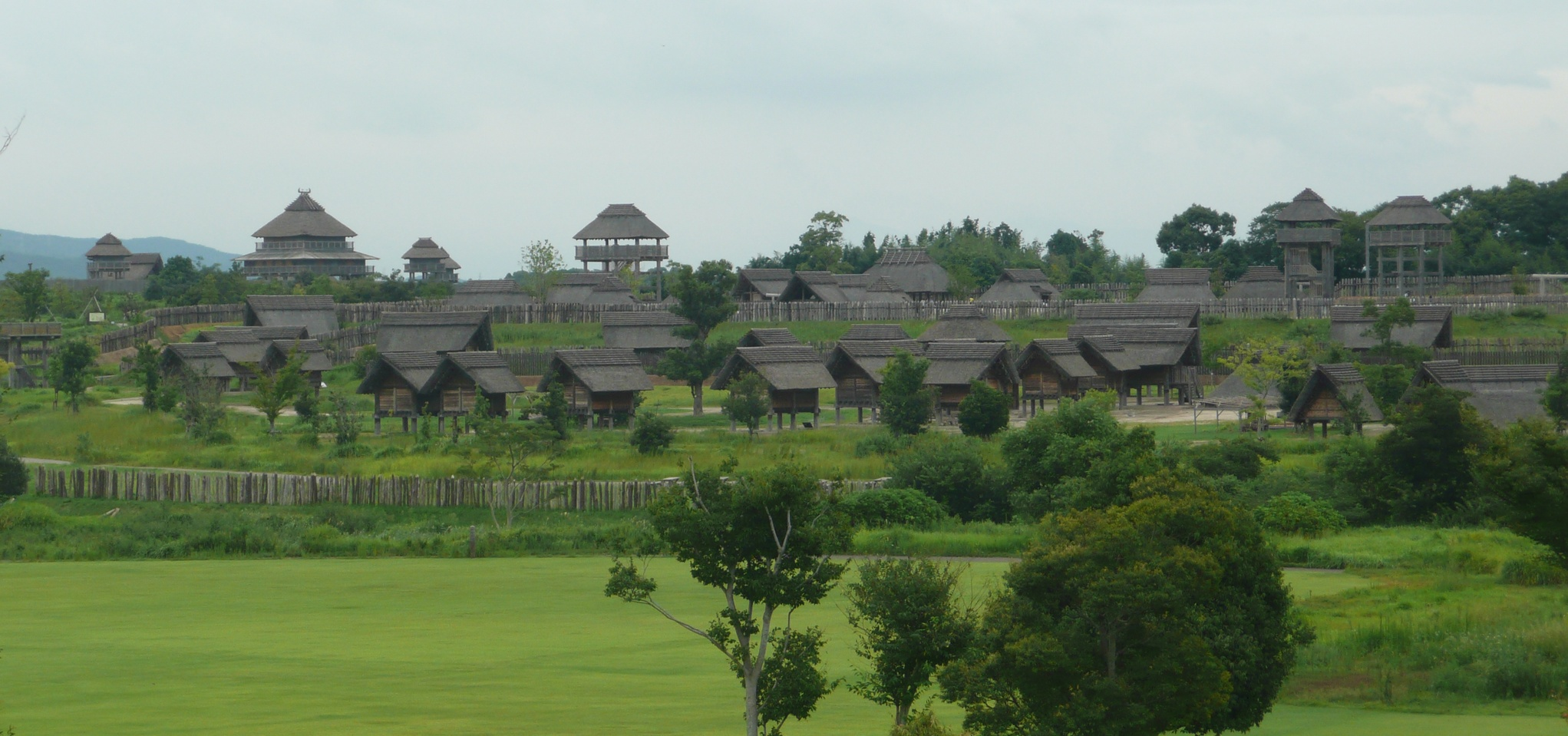
Reconstitution du village Yayoi de Yoshinogari, Saga, Kyūshū.

## Questions spécifiques à cette période

### La découverte et son impact pour l'idéologie impériale
Le riz a été l'élément essentiel de la vie des Japonais jusqu'à quasiment la fin du XXe siècle. Or c'est de l'époque Yayoi que datent les premières rizières au Japon. Dès 1920 on découvre des grains de riz imprimés dans des poteries Yayoi, dans des sites convenables pour des rizières. Mais la découverte des premières poteries Yayoi est bien antérieure à 1920 et en a orienté l'interprétation.
En mars 1884 dans un quartier de Tôkyô, nommé Yayoi-chô, le Dr Arisaka Shôzô mit au jour une jarre d'un type jusqu'alors inconnu. En effet, en 1879, la publication de Japanese Homes and Their Surroundings de Edward Sylvester Morse avait marqué l'invention de la culture Jōmon, considérée alors comme celle des aborigènes. La découverte de Arisaka Shôzô eut lieu au cours du premier mois du printemps, or c'est le mois de Yayoi (le mois de mars). On nomma donc ce nouveau type de céramique « Yayoi ». Et la coïncidence de ces deux « Yayoi », le lieu et le premier mois du printemps, ont beaucoup fait pour que cette période soit ensuite considérée comme le début de l'Histoire du Japon. Avec l'époque Kofun, ces deux périodes sont considérées dans l'imaginaire populaire comme celles des premiers temps du Japon. En effet, selon l'idéologie impériale, la période Yayoi voit apparaitre les ancêtres impériaux, c'est un « prélude » à la période Kofun. Pour laquelle la plupart des grands tumuli en forme de trou de serrure sont désignés comme « mausolées impériaux ». Ces empereurs, qui étaient censés avoir apporté « la culture » dans l'archipel, gouvernaient un pays qui dépendait de la culture du riz, ils étaient responsables du bien-être du pays et du peuple. Cette idéologie a été gravement mise en cause à la fin de la dernière guerre mondiale, et le développement de l'archéologie a montré que la culture en rizières inondées s'est développée très longtemps avant l'émergence de pouvoirs forts, « ancêtres » supposés des premiers empereurs.
Cette idéologie va peser sur l'interprétation des recherches archéologiques, jusqu'à aujourd'hui : en concentrant sur l'époque Kofun et sur l'élite quasiment toutes les recherches on oublie tout le reste de la société. Les critères de périodisation sont aussi à revoir. Traditionnellement la période Kofun se distingue par les grands tumuli de l'élite, en forme de trou de serrure, « mausolées impériaux ». Or, pour ce qui concerne l'époque Yayoi, il existe aussi des tumuli pour l'élite, certains de grandes dimensions et parfois en forme de « trou de serrure » comme ce qui semblait caractériser l'époque Kofun.
En fait ce qui distingue l'époque Kofun de l'époque Yayoi c'est un réseau d'interactions et d'échanges, à l'époque Kofun, qui couvre de bien plus grandes surfaces qu'à l'époque Yayoi.

### Le découpage chronologique évolue
Des indices de culture du riz ont été décelés dans l'île de Kyushu, au nord de l'île, face à la Corée, dès les environs de 500 avant l’ère commune dans un premier temps (1980s), puis dès 900 (2008). Ces indices d'une transformation dans le mode de subsistance sont concomitants des premiers dolmens, similaires à ceux de la culture Mumun, coréenne, et de signes d'une influence de la céramique Mumun sur les poteries de la fin du Jōmon Final. On en a donc déduit qu'une période de transition devait être considérée dans la région où ces indices étaient découverts. Il est ainsi justifié de déplacer les dates là où se manifeste l'influence d'une immigration coréenne, qui serait plus ou moins importante selon les estimations.
Depuis les années 1980 la période de transition (800 - 300 avant l’ère commune) - pour le nord de Kyushu - située précédemment à la fin de période Jōmon, a été assimilée à la période suivante en tant que Yayoi Initial. En 2013 Keiji Mizoguchi relève les dates retenues pour ce Yayoi Initial, soit 900 - 400/300 avant l’ère commune. Ce qui conduit à deux découpages pour l'ensemble de la période, si l'on prend aussi en compte celui de Junko Habu, proposé en 2004, avec des dates qui se sont avérées moins assurées, ou moins précises par la suite.
Il subsiste toujours, en 2017, une controverse sur les dates absolues. Koji Mizoguchi fait état, en 2017, de dates initiales sur la suie relevée sur les plats qui vont de 900 à 800-700, et pour quelques uns 600-500 avant l’ère commune.
Selon Junko Habu, en 2004, le découpage s'effectue de cette façon :
- Yayoi Initial, 900 ou 500 - 400/300 avant l’ère commune, uniquement au nord de Kyushu
- Yayoi Ancien, vers 400/300-100 avant l’ère commune
  - Épi-Jōmon et culture Aïnou, (environ 100 avant l’ère commune - 700 EC) au nord-est du Japon
- Yayoi Moyen, v. 100 avant l’ère commune - 100 EC
- Yayoi Final, v. 100-300 EC

Selon Koji Mizoguchi, en 2013, on peut retenir cinq périodes – qui ne sont pas toujours précisément datables selon Mizoguchi – éventuellement subdivisées en sous-périodes en fonction de différences notables dans le style des céramiques :
- Jōmon Final / Yayoi Initial (au nord de Kyushu) : vers 900/600 - 400 avant l’ère commune
- Yayoi I, Ancien, v. 400 - 200 avant l’ère commune
- Yayoi II-IV, Moyen : v. 200 avant l’ère commune - v. 1/50 EC (artefacts datables d'origine chinoise)
- Yayoi V, Final : v. 1/50 EC - 200 EC
- Yayoi VI, de transition 200-250 EC. : céramique Shonai, (et artefacts datables d'origine chinoise)

La date terminale, correspondant à l'émergence d'un « État » est sujette à discussions car il est difficile de s'entendre sur la définition d'un « État ». K. Mizoguchi propose de fixer cette date ultime lorsque certaines conditions sont remplies : « Lorsque la gestion bureaucratique du flux des ressources est mise en place, et que la mobilisation et l'accumulation de ces ressources matérielles et humaines sont rendues possibles par l'enregistrement des personnes selon leur lieu de résidence, et non selon leur lien de parenté, enfin que tout ceci est effectué par des moyens institutionnalisés, avec l’organisation institutionnelle de la violence. ».
Par ailleurs si la période Kofun est, du point de vue de l'idéologie impériale et dans l'image populaire, comme la période des grands tumuli en trou de serrure, il n'en demeure pas moins qu'il existe à l'époque Yayoi de grands tumuli en trou de serrure. La « frontière » entre les deux périodes est problématique, sur ce critère. Certains auteurs ont voulu faire aussi de la période Yayoi le moment d'émergence d'une société « complexe ». La notion de « société complexe » est aussi problématique. Certains auteurs ont voulu voir les grands centres habités comme s'il s'agissait de « villes », un des critères définissant une société complexe. Mais ces « centres régionaux » de la période Yayoi ne répondent pas aux critères qui pourraient les faire qualifier de « villes » (par exemple : leurs principales sources d'alimentation sont les rizières, donc des zones agricoles situées dans l'espace du « centre régional », et il n'y a, par ailleurs, pas de quartier réservé à des artisans à plein temps). Ainsi on a trop tendance à voir la période Yayoi comme le prélude à la période Kofun, et moins pour ce qu'elle est vraiment, singulièrement.

## Origine de la transition de Jōmon à Yayoi

### Théorie des migrations, années 1950. Archéologie, depuis

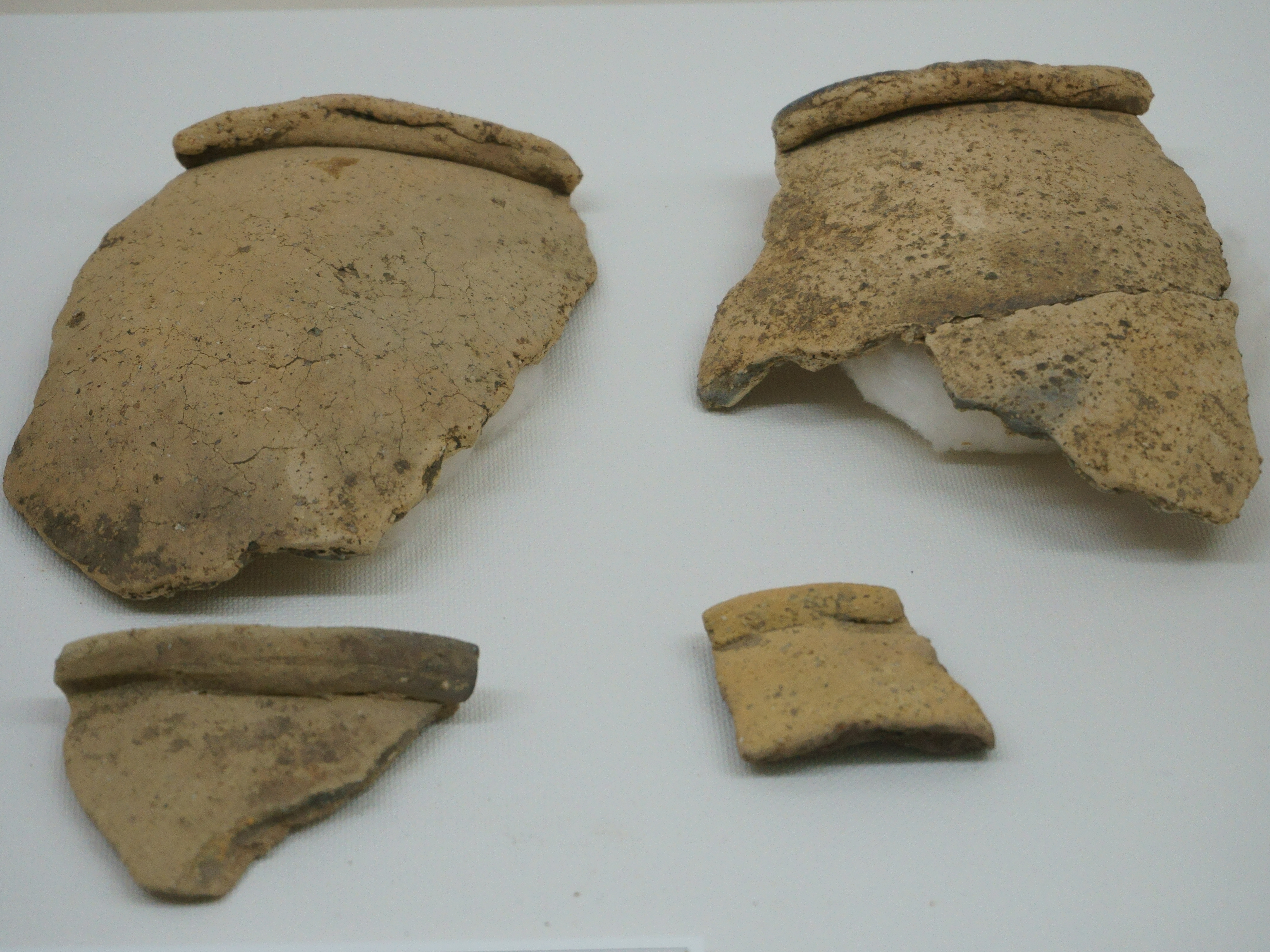
Poterie commune de style coréen. Atelier d'un bronzier du site de Yoshinogari, musée.

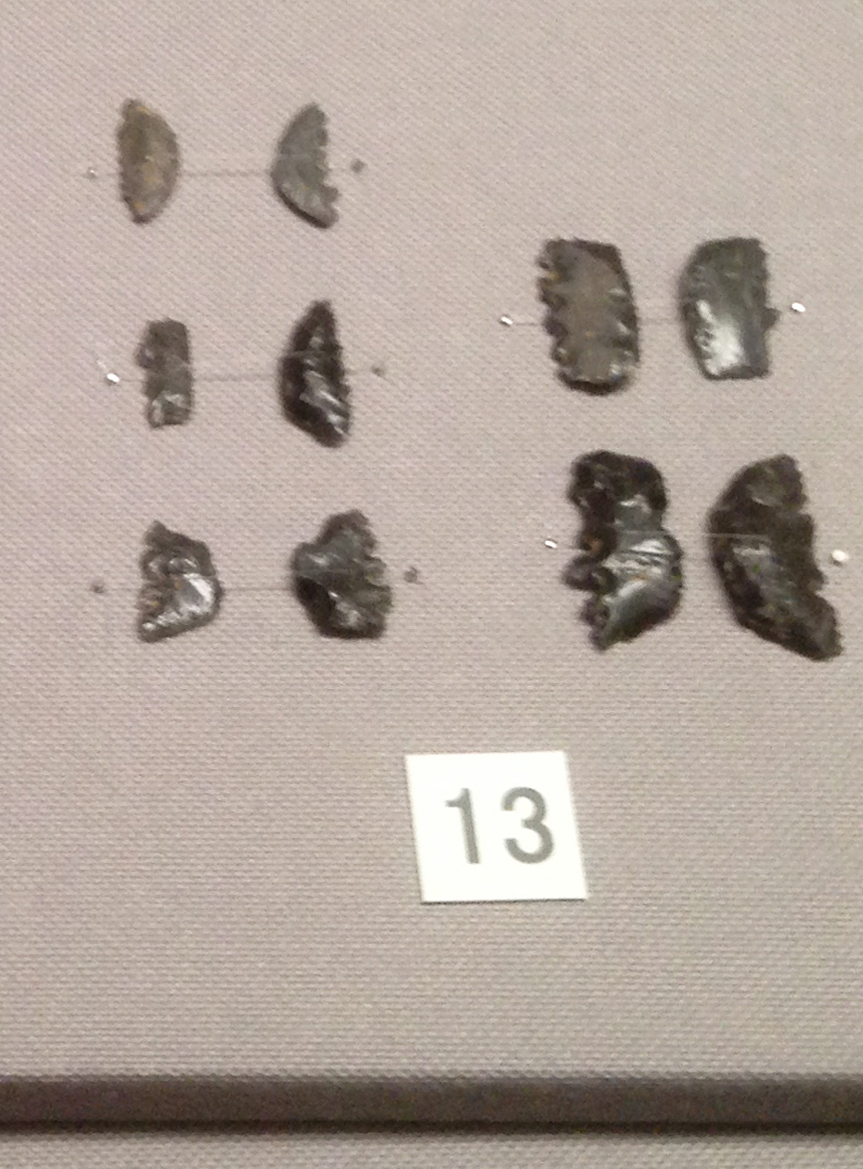
Lames pour harpons composites, taillées "en scie". Obsidienne. Jomon Final - Yayoi Initial. Sud-est de la Corée, détroit de Corée et nord-ouest de Kyushu. Musée national de Tokyo

L'hypothèse émise par Egami Namio (théorie du kiba minzoku, « peuple cavalier », émise en 1948) supposait que cette culture Yayoi ait été déterminée par l'arrivée de migrants dans le nord de Kyūshū qui se seraient mêlés à la culture Jōmon. Ils auraient apporté essentiellement la riziculture, « refoulant » progressivement, selon la thèse de Egami Namio, les Aïnous, vers l'extrême nord de l'île de Hokkaidō. Dans les faits, cette colonisation des territoires aïnous n'apparait pas à l'époque Yayoi.

#### Des immigrants d'origine «continentale», de culture Mumun, et des populations Jomon qui hybrident leurs pratiques
L'archéologie a permis de constater sur les premiers sites identifiés comme datant du Yayoi Initial, pratiquant la culture du riz, des corps d'origine continentale et d'autres de type Jōmon. Ensuite sur les sites du Yayoi Moyen les restes humains sont essentiellement d'origine continentale. Ces immigrants étaient donc des cultivateurs et non des « cavaliers » et on s'accorde, en 2013, en s'appuyant sur de nombreux indices convergents, qu'il s'agit de populations de la culture Mumun, sur le territoire de l'actuelle Corée du Sud. Un grand nombre de ces immigrants ont été retrouvés au nord de Kyushu, et dans une proportion plus modeste jusqu'à hauteur de Tokyo. Mais ce processus n'est pas un « remplacement » (des Jōmon par les populations Yayoi), bien plus un lent processus d'hybridations, d'acculturations et de continuités. L'exemple du village d'Etsuji, Kasuya (Fukuoka), montre qu'il était parcouru depuis le Jōmon Archaïque et densément occupé au Jōmon Final, à 300 m au nord du site Yayoi. Le nouveau village, Yayoi, qui pratiqua l'agriculture, ayant repris la forme ovale du village typique ancien selon un processus d'hybridation manifeste. De même, la forme concentrique du village est rare dans la Corée de l'époque Mumun, alors que c'était la forme du village Jomon. Par contre, et quoique ce ne soit pas le cas le plus répandu, on trouve de plus en plus des fossés autour des nouveaux villages Yayoi, pratique courante sur la péninsule et ignorée de la culture Jomon. Enfin, le cimetière est séparé des vivants alors qu'il était au centre auparavant. Ce nouveau modèle, hybride, est exporté rapidement vers l'Est.
À propos des indices de techniques liées à la riziculture vers 900-850 avant l’ère commune, et limitées à certaines régions au nord de Kyushu : l'introduction du riz et de différenciations sociales au Japon ont été analysés par Ann Kumar qui propose d'y voir le résultat de l'immigration des élites de Java et d'Indonésie en général, mouvement relié à l'expansion des Austronésiens. Une route du riz par les îles Ryukyu est d'ailleurs indiquée par Steinhaus et Kaner, 2017 avec les autres voies, depuis la Chine : du Jiangsu avec transit par la Corée et une voie directe ou indirecte, par la Corée, en provenance du Zhejiang. C'est la version par la Corée qui est généralement retenue et confirmée par des fragments de céramique coréenne de style Mumun découverts sur des sites du nord de Kyushu. Des indices archéologiques témoignent d'une co-présence de population de culture yayoi et de culture "coréenne" sur l'île de Tsu-shima et assurant les relations commerciales.
Une simulation sur 500 ans montre que les compétences culturelles peuvent se propager rapidement sans perte, même lorsque le taux de migration est très faible et même lorsque la transmission culturelle est restreinte aux apparentés.

### Apports de la génétique
L'étude de l'ADN (plus précisément le génome mitochondrial humain) des Japonais modernes relève, à une date approximative de 4000 AP, l'apport de l'haplogroupe O, marqueur du Sud-est asiatique (Haplogroup O, dans : High frequencies among the indigenous populations of Austronesia, China (Sino-Tibetan, Han chinese of China), Tai, Cambodia, Vietnam, Hmong-Mien, Japan, Korean Peninsula), avec un maximum dans l'île de Kyushu.
Une nouvelle étude publiée en 2021, montre que les individus de la période Yayoi étudiés présentent, à la différence des populations de la culture Jōmon, une nouvelle composante continentale. Les résultats indiquent que les chasseurs-cueilleurs de la région du lac Baïkal, les fermiers du Néolithique moyen de l'ouest de la rivière Liao avec un niveau élevé d'ascendance de populations du bassin de la rivière Amour sont les anciennes populations du continent asiatique qui sont les plus proches génétiquement de la source continentale présente chez ces individus Yayoi. Ces groupes partagent tous une composante ancestrale dominante d'Asie du Nord-Est. Les résultats impliquent un rapport approximativement égal de la contribution des chasseurs-cueilleurs indigènes de la culture Jōmon et des migrants aux communautés Yayoi associées au site étudié du nord-ouest de Kyushu.
Si les populations situées à l'ouest de la rivière Liao ne pratiquaient pas elles-mêmes la riziculture, elles se situent juste au nord d'un itinéraire hypothétique de propagation agricole en direction du Japon, auquel les résultats de l'étude de 2021 donnent du poids. Cet itinéraire suit la péninsule du Shandong (nord-est de la Chine) vers la péninsule du Liaodong (partie nord-ouest de la péninsule coréenne) puis atteint l'archipel via la péninsule coréenne. L'évaluation de la datation de ce premier flux de gènes est d'environ 3 450 années AP (± 825 ans), ce qui est en accord avec l'archéologie.

### Origine due à un refroidissement climatique instable avec des épisodes plus chauds
Le « début » de l'époque Yayoi et du développement des rizières irriguées pourrait avoir été, vers 850, une réponse à une détérioration de l'environnement, un épisode froid pendant lequel les communautés sont devenues plus petites et plus mobiles, sur l'archipel, afin d'exploiter au mieux les niches écologiques dispersées de manière irrégulière dans le territoire propre à chaque communauté, tandis que cet épisode froid poussait les immigrants depuis la péninsule.
Ce « passage » aurait été progressif depuis la période Jōmon, dans l'est de l'archipel. À la fin de la période Jōmon, on constate déjà, à l'Est, dans la région de Tōhoku, des installations de tailles bien plus réduites qu'auparavant. Selon J. Habu, bien que l'on ne dispose que de très peu de données sur cette période, la taille réduite des installations pourrait indiquer une vie de collecteurs ; cependant, le fait qu'ils aient produit des objets laqués implique un travail, sur place, de plusieurs mois, au moins. Il s'agit de remarquables récipients laqués, en bois, en terre cuite et en tressages dont la réalisation aurait pu nécessiter un rythme saisonnier si ce n'est une vie entièrement sédentaire. Les installations auraient eu une taille plus petite avant cette période de refroidissement, et la vie se serait sédentarisée avant 950, date approximative du début du refroidissement. Les populations autochtones sont donc des chasseurs (surtout pêcheurs), cueilleurs, stockeurs sédentaires.
Le refroidissement n'aura pas été constant. Pour avoir une vue d'ensemble sur le processus climatique au Japon : entre 2100 et 950 avant l’ère commune, c'est une période chaude mais instable, suivie jusqu'au début du IVe siècle avant l’ère commune par un climat froid, qui marque la fin de la période du Jōmon Final et la période du Yayoi Initial au nord de Kyushu, avec l'implantation de la culture du riz en rizières inondées et un certain type de céramiques importées depuis la Corée à la période de la céramique Mumun. Cet épisode froid fut suivi par un épisode chaud jusqu'au début du Ier siècle avant l’ère commune. Après quoi, jusqu'au milieu du VIIIe siècle, on rencontre un climat froid instable, dans lequel les épisodes froids, tempérés et chauds alternent fréquemment. Des fouilles, comme celles du cimetière de Shinmashi (Fukuoka), indiquent bien l'apparition de la phase Yayoi Initial à une période froide (identifiée à une strate noire de la dune, envahie par la végétation) et qu'une partie de Yayoi Initial et la première moitié de Yayoi I [v. 400 - v. 100] ont traversé une période chaude. L'étude des pollens est confirmée par l'étude des calibrations des dates C14, qui correspondent à peu près, avec un cadrage un peu plus court [450 - 300 avant l’ère commune] et les complètent. Ainsi entre 300 et 100 c'est un temps plus doux. Puis apparait, dans cette phase globalement froide et instable, une chute d'un degré centigrade entre la phase finale de Yayoi I et Yayoi III / IV [v. 200 - 50 avant l’ère commune] et des fluctuations climatiques qui ont perduré jusque sur Yayoi V.

## Sources chinoises

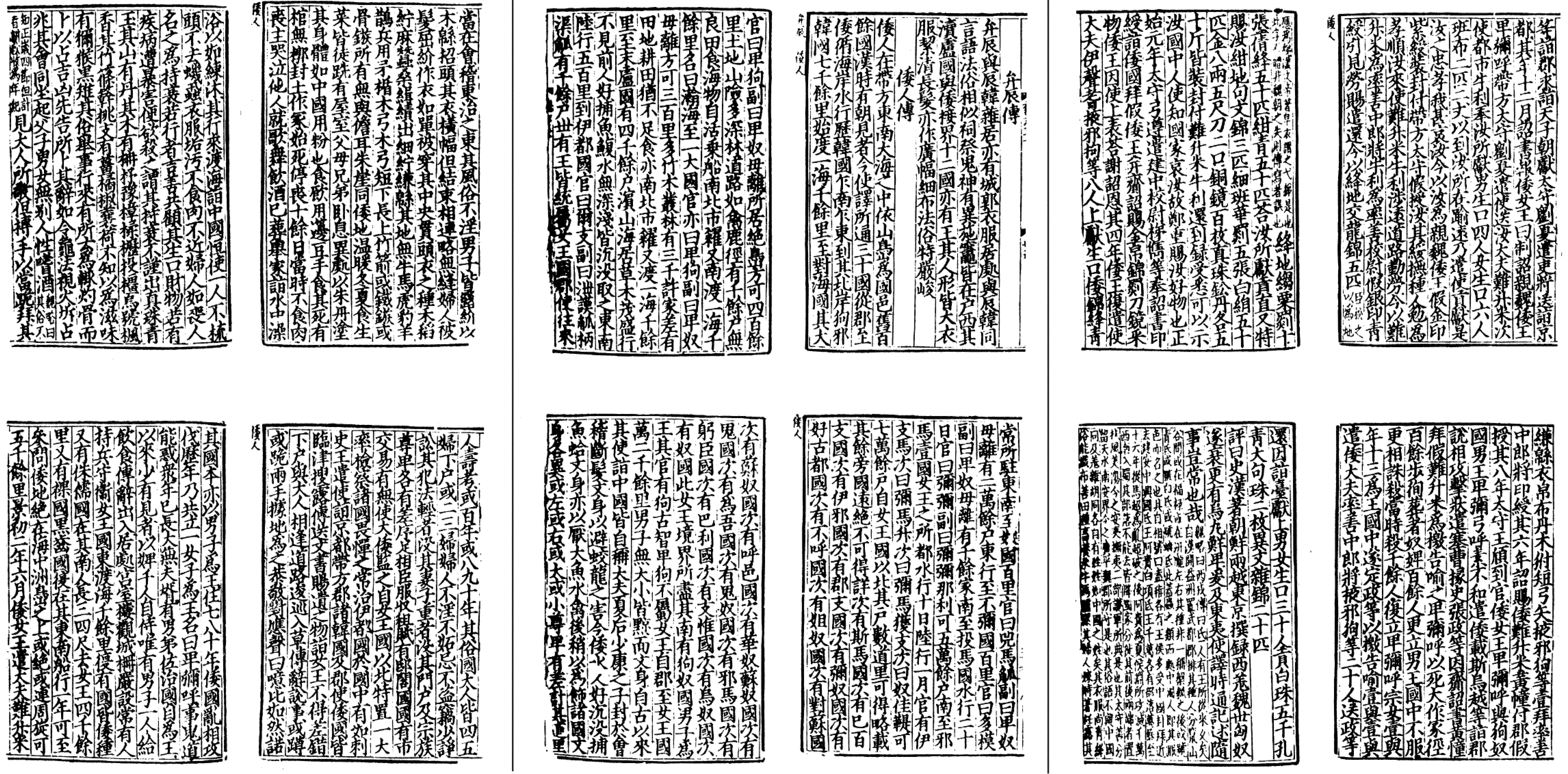
Texte du Wei Zhi (魏志, Archives de Wei), qui documente l'histoire du royaume de Wei (220-265). Une version en pinghua (vernaculaire) du Sanguozhi, l'histoire qui contient la première mention de Yamatai et Himiko.

La période du Yayoi Initial commence donc au moment de ce refroidissement climatique au Japon, tandis que, sur le plan politique, en Chine, la dynastie Zhou traverse des crises successives, jusqu'à ce moment de la dynastie qui évoque des guerres continuelles, la période des Royaumes combattants, Ve siècle - 221 avant EC. Cette dernière date marque l'unification de l'Empire sous la dynastie Qin. Enfin la dynastie Han (206 avant - 220 après EC), est d'abord une période de rayonnement, puis elle entre en crise permanente au début de l'ère, ce qui aboutit à la période des Trois Royaumes (220-280), période chaotique jusqu'à la réunification de l'Empire sous les Jin occidentaux de 280 à 317.
Les écrits les plus anciens à propos du Japon sont des écrits chinois de cette période : c'est le Livre des Han postérieurs (Hou Hanshu) ; il couvre l’histoire des Han orientaux (25-220), c'est une compilation rédigée au Ve siècle. Il évoque la population des Wa (倭) — la prononciation japonaise d'un des premiers noms chinois donnés au Japon — qui a été pour la première fois mentionnée en 57 dans cette compilation. Cet écrit rappelle que le Wa envoie régulièrement une délégation tributaire aux autorités impériales. Les Quatre commanderies établies par l'empereur Wu de la dynastie Han en 108-107 avant notre ère dans le nord de la péninsule coréenne incorporaient, en effet, l'archipel nippon dans son ère d'influence et de contacts directs.
Les historiens chinois anciens décrivirent Wa comme un pays parsemé de centaines de communautés tribales, et non la terre unifiée décrite dans le Nihonji, qui donne au Japon une date de fondation de -660. Les sources chinoises du IIIe siècle rapportent que les gens de Wa vivaient de légumes crus, de riz et de poissons servis sur des plateaux de bois et de bambou, qu'ils avaient des relations de maîtres à vassaux, qu'ils collectaient des taxes, qu'ils avaient des greniers et des marchés provinciaux, qu'il frappaient dans leurs mains pendant les cultes (tradition qui existe encore dans les temples shintoïstes), qu'ils se battaient dans de violentes luttes de successions, qu'ils construisaient des tombes sous la forme de tumulus et qu'ils pleuraient la mort de quelqu'un.
Le sinogramme utilisé dans les plus anciens textes chinois pour désigner le Japon, 倭 (wō), signifie « nain ». La prononciation japonaise de ce sinogramme, wa, est gardée dans les textes japonais, mais parfois écrite avec un hanzi/kanji différent : 和, signifiant « paix », « harmonie ». Ce caractère est alors adopté et combiné avec le caractère 大 signifiant « grand » pour écrire le nom Yamato (大和), utilisé avant l'adoption du moderne Nihon (日本), « origine du soleil », traduit en français en « Pays du soleil levant ».
Un autre texte chinois du IIIe siècle, daté de 297, le Wei Zhi (ja) (魏志) Gishi-Wajin-Den (魏志倭人伝) décrit la région du Yamataï où règne la reine prêtresse Himiko, épaulée par son jeune frère, seul homme de son entourage, qui entretenait des relations diplomatiques avec le royaume chinois de Wei (de 220 à 265). Mais ces écrits, tout comme leur compilation, doivent être replacé dans le contexte : les rivalités des Trois Royaumes de Chine, et ici entre les Wei et le royaume de Wu. Parce que l'archipel nippon était situé de manière erronée plus au Sud, à l'est du Fujian, le texte amplifie le potentiel politico-militaire, ainsi que la complexité culturelle de Wa en regard de Wu. Le texte est biaisé par les auteurs et par leurs commanditaires. Cependant le texte mentionne l'ensevelissement d'Himiko dans un tombeau de plus de cent pas, des tombes imposantes existaient bien à cette époque.

## Sources japonaises et coréennes
Les premières chroniques impériales japonaises sont le Kojiki (古事記, litt. « Chronique des faits anciens » aussi prononcé Furukoto Fumi)  (daté de 712) et le ' Nihon shoki (日本書紀, Annales ou Chroniques du Japon) (daté de 720), lequel a été commandité  par l'Empereur Tenmu. De nombreuses parties sont inventées, mêlées de personnalités fictionnelles ; la fondation de certaines institutions est reculée dans le temps. Parmi les citations, dont les chroniques impériales chinoises, l'un des textes qui sert le plus souvent de référence dans le Nihon shoki est le Baekje bongi (Chroniques de Paekche). Dans les textes japonais les faits semblent plus crédibles à partir du règne de l'Empereur Ojin (fin IVe et début du Ve siècle), c'est-à-dire à la période Kofun (250-538).

## Société

### Généralités
La population augmente, la société se hiérarchise lentement. Ces populations vivent dans des villages d'agriculteurs, leurs constructions sont en bois (à couverture de chaume et parties tressées, probablement), accumulent des richesses en devenant propriétaires de leurs terres et en stockant leurs grains. Les rizières sont irriguées. La culture du riz est alors similaire à celle de la Corée, ce qui exige beaucoup de main-d'œuvre et conduit au développement d'une société agraire sédentarisée ; la culture du Jomon Final étant une culture de chasseurs (pêcheurs) cueilleurs, qui faisait déjà ses stocks et était déjà fortement sédentarisée. Dès le début de la période Yayoi plusieurs groupes de hameaux constituent une petite communauté qui gère ensemble les gros travaux et possède souvent un cimetière en commun.
À côté du riz qui domine très largement, les populations Yayoi cultivent aussi le blé, l'orge, le millet commun, le millet des oiseaux, le sarrasin et le soja[réf. nécessaire].

### Yayoi Initial, vers 800 - 400/300avant l’ère commune
Il existait depuis longtemps quelques objets utilitaires, comme un certain type d'hameçon et de harpon « composite », qui étaient en commun des deux côtés du détroit de Corée ; les pêcheurs avaient donc des relations avant l'arrivée des agriculteurs coréens. D'autre part, la céramique peinte en rouge avait été introduite au Jomon Final, avant sa forme globulaire peinte en rouge. Celle-ci, avec une ouverture droite ou un col droit et en terre cuite polie, était un composant de base de la céramique Mumun, dans le sud de la péninsule, et elle était habituellement peinte en rouge, rarement en noir. Dans la culture Jomon, le bol commun et la jarre étaient utilisés pour la cuisine, alors que les grands bols profonds avaient une fonction rituelle. L'adoption de la jarre globulaire, pour conserver le riz, ne posa donc pas de problème, n'ayant aucune proximité avec les grands bols à fonction rituelle. C'est une adoption choisie par la population indigène Jomon. En effet, le riz est alors une provision d'un genre nouveau puisqu'on doit en préserver une partie en vue de sa revitalisation, au printemps suivant. Le choix de la couleur rouge a alors un sens, dans la continuité avec l'époque Jomon : noir=mort / rouge= vie - régénération.
Les tombes présentent une ou deux marches afin de déposer les deux jarres funéraires, bord à bord. Les corps sont placés dans ces jarres. Elles sont peintes en rouge, comme les jarres servant à conserver le riz, ce riz que l'on peut « régénérer » à chaque printemps. Quant aux rizières situées d'abord dans les plaines presque constamment inondées, elles produisent peu ; par contre, les terrasses alluviales irriguées, utilisées peu après, produisent plus. Le riz est alors devenu central. Il rythme l'année et structure les représentations.
Quelques tombes contiennent une dague ou une pointe de lance en pierre polie, originaires de la péninsule et qui n'ont pas servi, ayant une fonction apparemment plutôt symbolique, alors qu'à l'époque Jomon, le défunt emportait des outils ou des objets qu'il avait utilisé. Ces offrandes d'armes indiquent probablement des personnages dépositaires d'un rôle de coercition, chargés de défendre des intérêts, dans un monde où l'inégalité devient un fait permanent.
Assez rapidement on assiste à la diffusion de ces pratiques introduites depuis la Corée, comme les rizières inondées et ce type de céramique, la jarre globulaire polie (de tradition Mumun) qui est peinte en rouge (suivant une tradition du Jōmon Final). On les voit apparaitre initialement sur les côtes au nord-ouest de Kyushu et seulement en quelques points, pour atteindre ensuite les régions situées jusqu'au nord de Tohoku avant la fin du Yayoi Ancien ; mais de nombreuses régions entre le sud de Tohoku et la région de Tōkai n'accèdent à cette « culture Yayoi » qu'au Yayoi Moyen.

### Yayoi Ancien - Yayoi Moyen, vers 400/300avant l’ère commune- 50 EC
Au début de cette période et dans le nord de Kyushu, le village-type est constitué de quelques hameaux disposant de rizières à proximité et d'un cimetière collectif. À la phase ultime du Yayoi Ancien certains hameaux sont enclos de fossés. Ces structures défensives n'ont jamais eu la fonction d'un fort et ont été abandonnées dès les premiers indices de combats, au passage de Yayoi Ancien à Moyen. Or la constitution des fossés nécessite la force de nombreux groupes locaux ; d'où la constitution de petites unités régionales avec une organisation hiérarchique à cette échelle. Ces réalisations collectives sont associées à celles des rizières et à la gestion des récoltes. Certains de ces fossés entourent uniquement des silos à riz, enterrés. Il existe par ailleurs, aussi, des greniers surélevés, peut-être pour d'autres denrées. Situés à l'écart des hameaux, les cimetières contiennent des tombes à jarre, alignées en rangs, en général. Certaines tombes contiennent une épée de pierre polie ou de bronze, parfois une hallebarde en bronze. Ces « armes » donnaient, tout au plus un pouvoir de coercition, peut-être dans le cadre de « conciliations » entre hameaux. Car chaque hameau tend à devenir autonome, bien que ceci soit en contradiction avec les nécessaires travaux collectifs.
À la fin du Yayoi Ancien et ensuite, les plaines côtières au nord de Kyushu, sur la mer intérieure et au Kansai, se couvrent de villages, groupes de hameaux le plus souvent, sur des terres inoccupées. La population s'accroit. On préfère alors choisir de s'installer dans les collines situées au pied des montagnes, et la lutte pour les meilleures terres est bien probable. La figure du « chef » apparait, probablement afin de maintenir la cohésion du groupe de hameaux, en tant que conciliateur. Car tout ceci ne s'est pas fait sans heurts. Les défunts portent parfois des traces de violences, souvent mortelles. Par rapport aux tombes du commun, en longues rangées séparées, les tombes des chefs constituent des groupes, à l'écart, sur un tertre rectangulaire bien visible, avec leur vassaux ou leur famille. Les jarres funéraires du commun contiennent de modestes dépôts funéraires, avec parfois une dague de bronze ou de pierre polie. Dans les plus « riches », c'est une dague, une hallebarde, une pointe de lance mais qui n'ont pas servi, accompagnées par un collier de perles et un pendentif en pierre polie en forme de C, ou d'animal suspendu par le dos et un miroir, d'importation chinoise, parfois ce miroir est courbé vers l'intérieur, concave. Ces personnages peuvent être présentés comme des « chamans ». Mais le chamanisme n'est pas clairement attesté à cette époque. Des rituels sont associés à des objets comme des armes de bronze et des cloches, Dotaku, qui manifestent une activité spirituelle en plein essor. Ces objets rituels diffèrent d'une région à l'autre.
Le Yayoi Moyen voit se mettre en place un réseau de production et d'échange de haches, de faucilles de pierre, sur de longues distances. Tout un système de chefferies se met en place, qui repose sur un réseau stratifié d'échange et de redistribution des ressources, tant vitales qu'objets de prestige. Certaines tombes se font de plus en plus riches. De nombreux objets de luxe provenant de la commanderie de Lelang, s'y trouvent, et parfois jusqu'à 30 miroirs de bronze accompagnés de pendentifs en forme de virgule, magatama de production indigène. La structure sociale est pyramidale : au sommet le chef au pouvoir, puis ses vassaux, puis les chefs de groupes de hameaux et tout en bas, les gens du commun. Dans le cas étudié qui recouvre les plaines de Itoshima, Fukuoka et jusqu'à la plaine de Saga, on a seulement, en 2013, deux chefferies, situées côté nord de Kyushu, et neuf villages vassaux répartis, pour la plupart, aux marges des plaines jusqu'à l'intérieur des terres. Les cimetières des chefs et de leurs vassaux portent manifestement des indices d'une certaine conscience généalogique.

### Yayoi Final, vers 50 EC - 250 EC

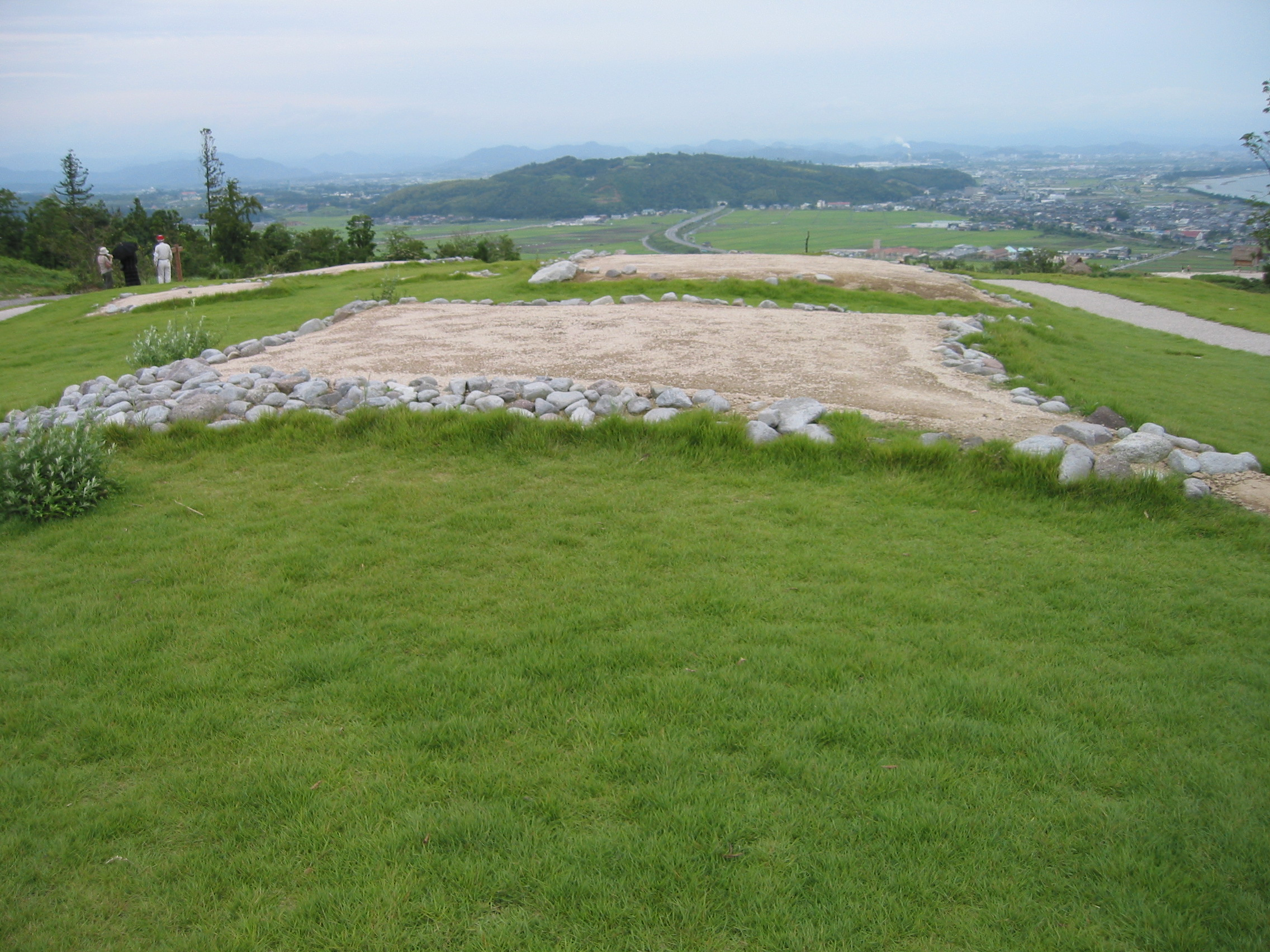
Tertre rectangulaire à quatre « pieds ». Site de Mukibanda sur les basses pentes du Daisen, Yonago, Tottori

Toute cette structure hiérarchique émergente s'effondre au début du Yayoi Final. De nombreux villages, hameaux et cimetières ne sont plus utilisés. Plusieurs hypothèses tentent d’expliquer ce phénomène. D'abord le remplacement de la pierre par le fer, pour les haches et les faucilles, les outils du quotidien, et avec eux tout le système de production et de distribution qui se modifie radicalement, entrainant la chute des autorités chargées de contrôler l'ancien système. Ce phénomène s'est accéléré à partir de la fin du Yayoi Moyen. L'autre élément déterminant est la tourmente que traverse la Chine des Han au Ier siècle de notre ère, avec l'éphémère dynastie Xin. Wang Mang ayant rompu avec la politique d'apaisement avec les contrées voisines et cessé toute distribution de cadeaux à leurs dirigeants, tout en abaissant leur statut, de roi à celui de seigneur. Enfin il faut aussi prendre en considération l'épisode de refroidissement climatique, entre 1 et 50 EC, dont l'effet serait moins décisif que la rupture d'approvisionnement en provenance de la commanderie de Lelang. Les matières premières nécessaires aux cloches cérémonielles, Dotaku, étant d'origine chinoise, transitaient apparemment aussi par Lelang.
Après cet épisode, de gros villages sont fondés sur les collines, comme ceux du bassin de Nara. Avec le rétablissement des relations avec la dynastie Han - celle des Han orientaux dorénavant - l'ancien réseau se remet en place. Le Hou Hanshu mentionne l'envoi d'une représentation du roi de Na - la plaine de Fukuoka - en 50, auprès de l'empereur Guangwu, et en 107 c'est une délégation du roi de Wa : l'ouest du Japon apparait de plus en plus centralisé et intégré régionalement. Ce phénomène s'accompagne d'un développement des productions et des échanges, mais aussi de ce qui renforce les liens sociaux, dans l'organisation des travaux et des rites. On constate des dépôts funéraires de bronze très importants au nord de Kyushu, et des tertres rectangulaires de plus en plus grands et à quatre « pieds », au nord de la région du Kansai, dans les régions de San'in (sud-ouest de Honshu) et sur le pourtour de la Mer intérieure. Cette période est celle d'une compétition accrue entre centres régionaux, sans pour autant aboutir à une stratification franche dans le système de prise de décision.
Quatre « horizons rituels » se partagent, alors, tout l'ouest du Japon. De nouveaux grands centres témoignent d'un réseau d'échange à longue distance dans l'archipel, des poteries pour cuire les aliments, par exemple : ce sont les traces de voyageurs qui transportaient leurs habitudes culinaires avec leur batterie de cuisine. Ces nombreux réseaux d'échanges permettent des hybridations dans les formes et ainsi la création de nouvelles formes de céramiques à la fin du Yayoi V. Les quatre horizons rituels sont ainsi définis sur cette carte : A: les pointes de lance en bronze type W (l'île Tsushima, Nord Kyushu, Ouest Shikoku), B: les cloches Dotaku en bronze de type IV (depuis l'est de Shikoku jusqu'à la péninsule d'Izu en passant par la région de Nara, et la côte Nord, du cap Kyoga [Kyoga-saki]  à Fukui, C: des piédestaux lourdement décorés pour les rituels funéraires dans la région de l'ancienne province de Kibi, D: les tumuli rectangulaires à 4 pieds dans la zone de l'ancienne province d'Izumo.
Avec les premiers grands tumuli en trou de serrure de la période Kofun, initialement autour de la Mer Intérieure une forme de hiérarchie sociale pyramidale émerge entre la fin de la période Yayoi et le début de la période Kofun avec le renforcement de liens parentaux et intercommunautaires.

### Relations avec le continent

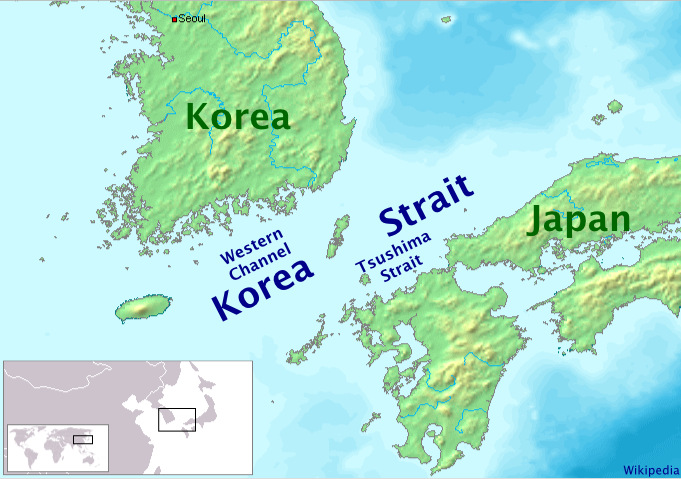
Le détroit de Corée

Tandis que l'arrivée d'immigrants de culture Mumun depuis la Corée fait entrer des savoir-faire propres au continent comme l'agriculture, en particulier la culture du riz et les technologies du bronze et du fer, dans le même temps c'est le style des poteries coréennes Mumun qui est intégré par les potiers Yayoi.
Par ailleurs des miroirs de bronze ont été produits en Chine et réservés à l'exportation pour les élites du Yayoi final, exclusivement, au IIIe siècle. Ce qui témoigne de relations, au moins entre les élites et la Chine, à l'époque du Royaume de Wei (220-265) et de la dynastie des Jin Occidentaux de Luoyang (265-316). La commanderie de Lelang a pu servir de relai pour la diffusion d'objets chinois, mais la relation directe avec la Chine n'est pas exclue.
Ainsi des formes culturelles en provenance de Chine et de Corée arrivent dans cette région en plusieurs temps étalés sur plusieurs siècles, et se répandent ensuite vers le Sud et vers l'Ouest.
Un élément de cithare en bois accompagnant diverses offrandes funéraires d'origine continentale porte une frise gravée représentant des caprinés difficilement identifiables, chèvres, moutons ou chamois, qui n'ont pu être observés que sur le continent (très différents du saro du Japon, l'unique capriné du Japon). Cependant les animaux domestiques n'ont joué qu'un rôle secondaire en Corée préhistorique en tant que ressource alimentaire, et les caprinés en sont absents.

### Habitats et sociétés

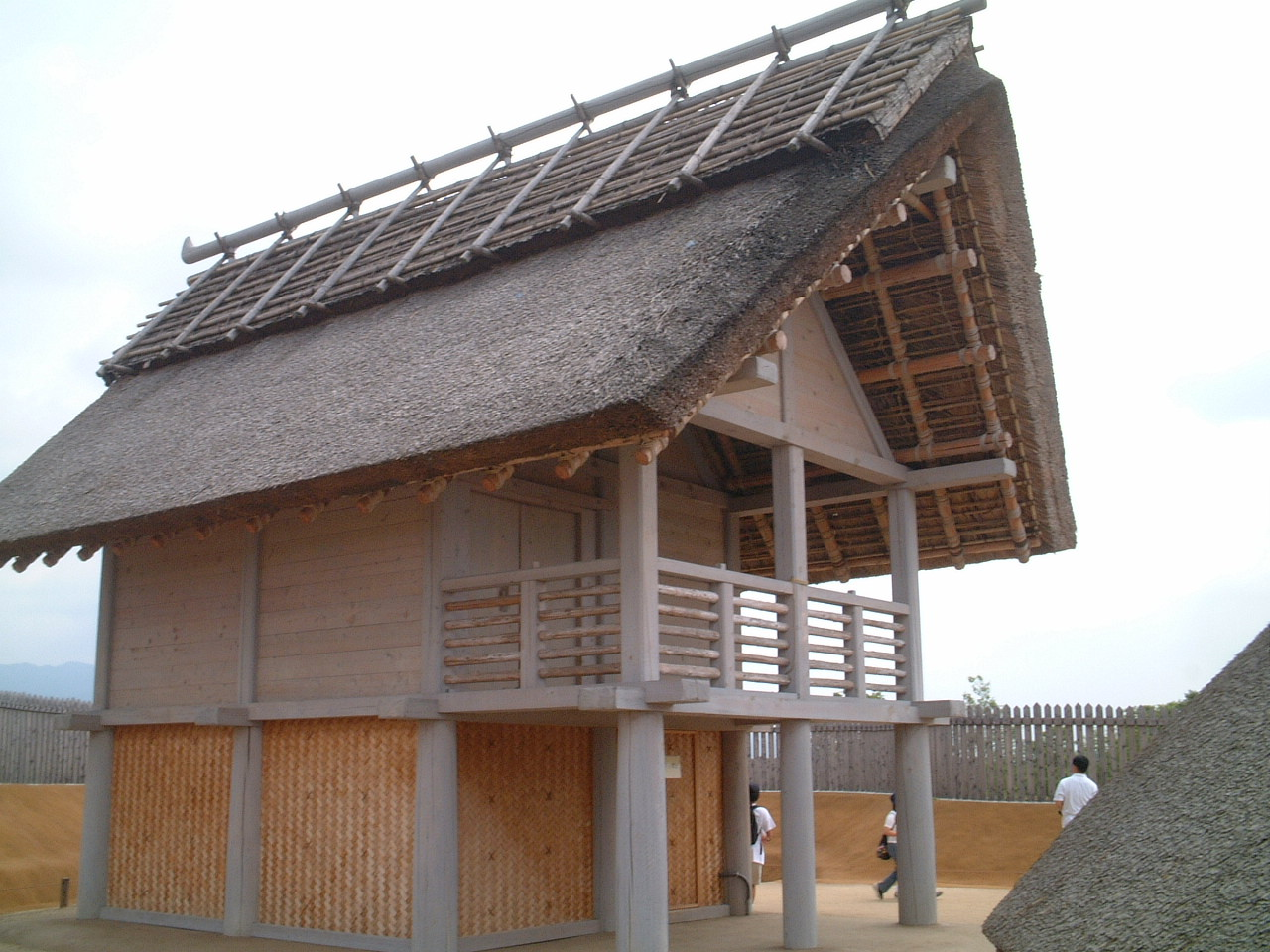
Reconstitution : maison surélevée, site de Yoshinogari
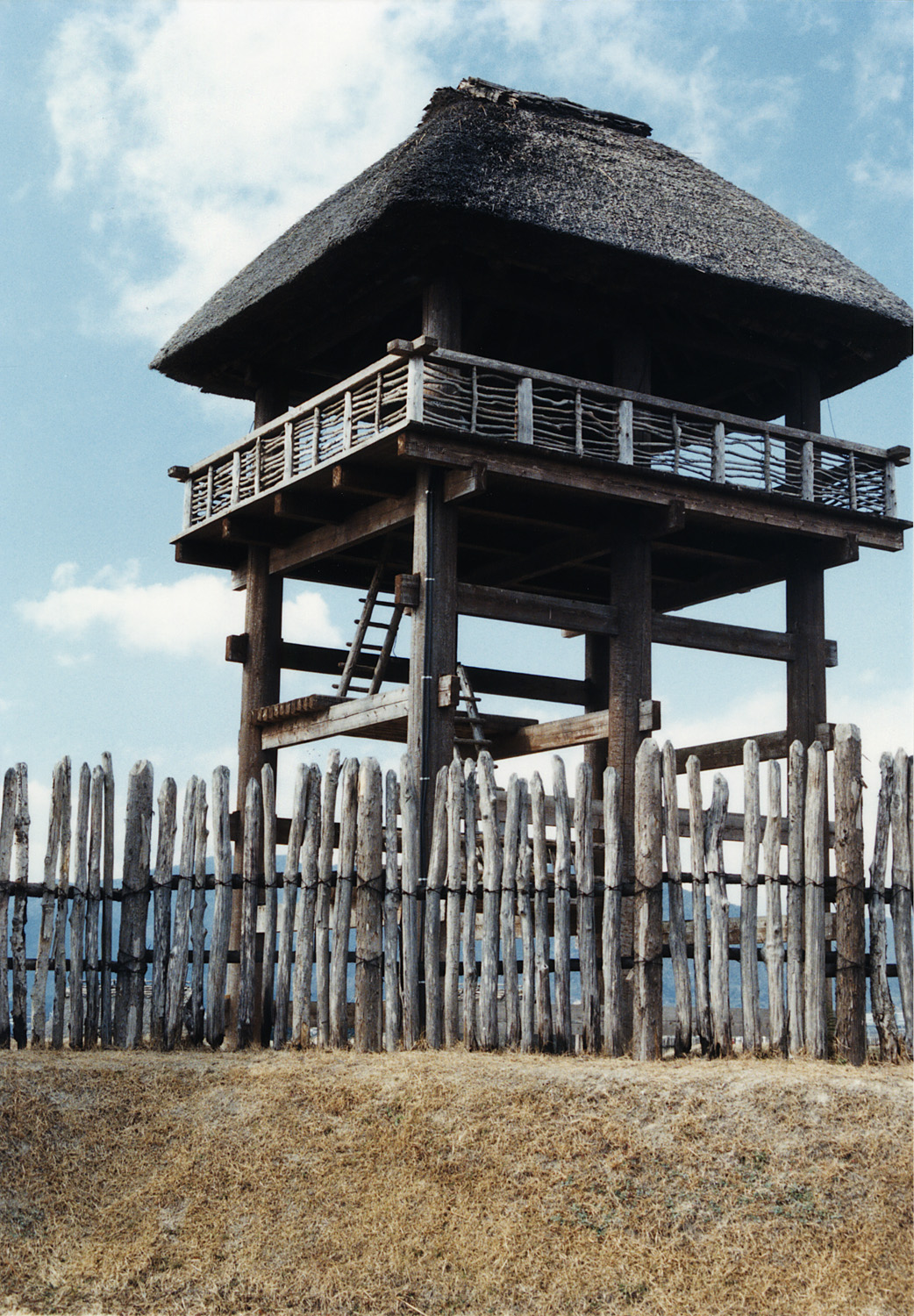
Bâtiment reconstitué comme tour de guet, site de Yoshinogari
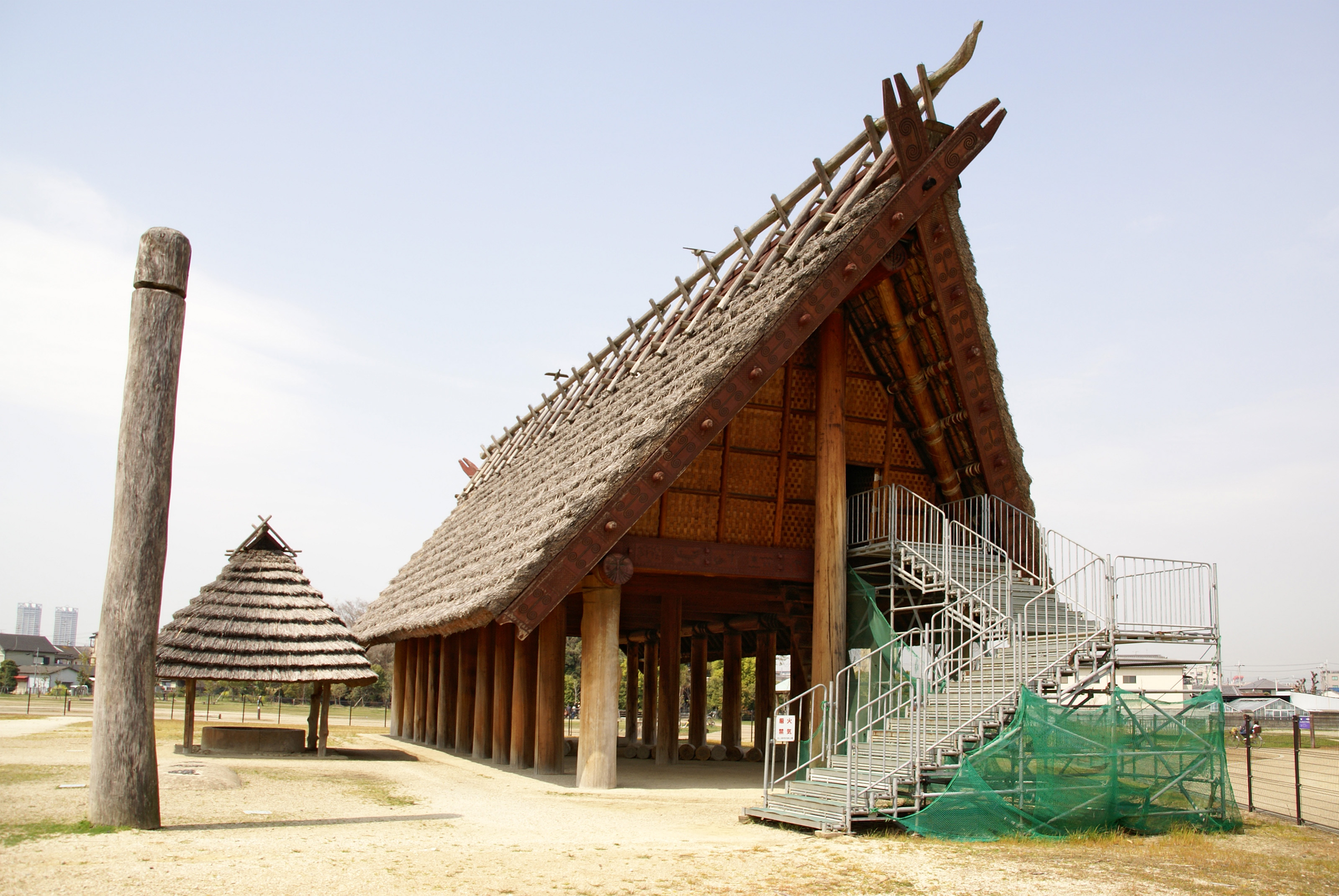
Maison longue surélevée. Vue sur le pignon, petit abri. Ikegami-sone, Izumi, préfecture d'Osaka
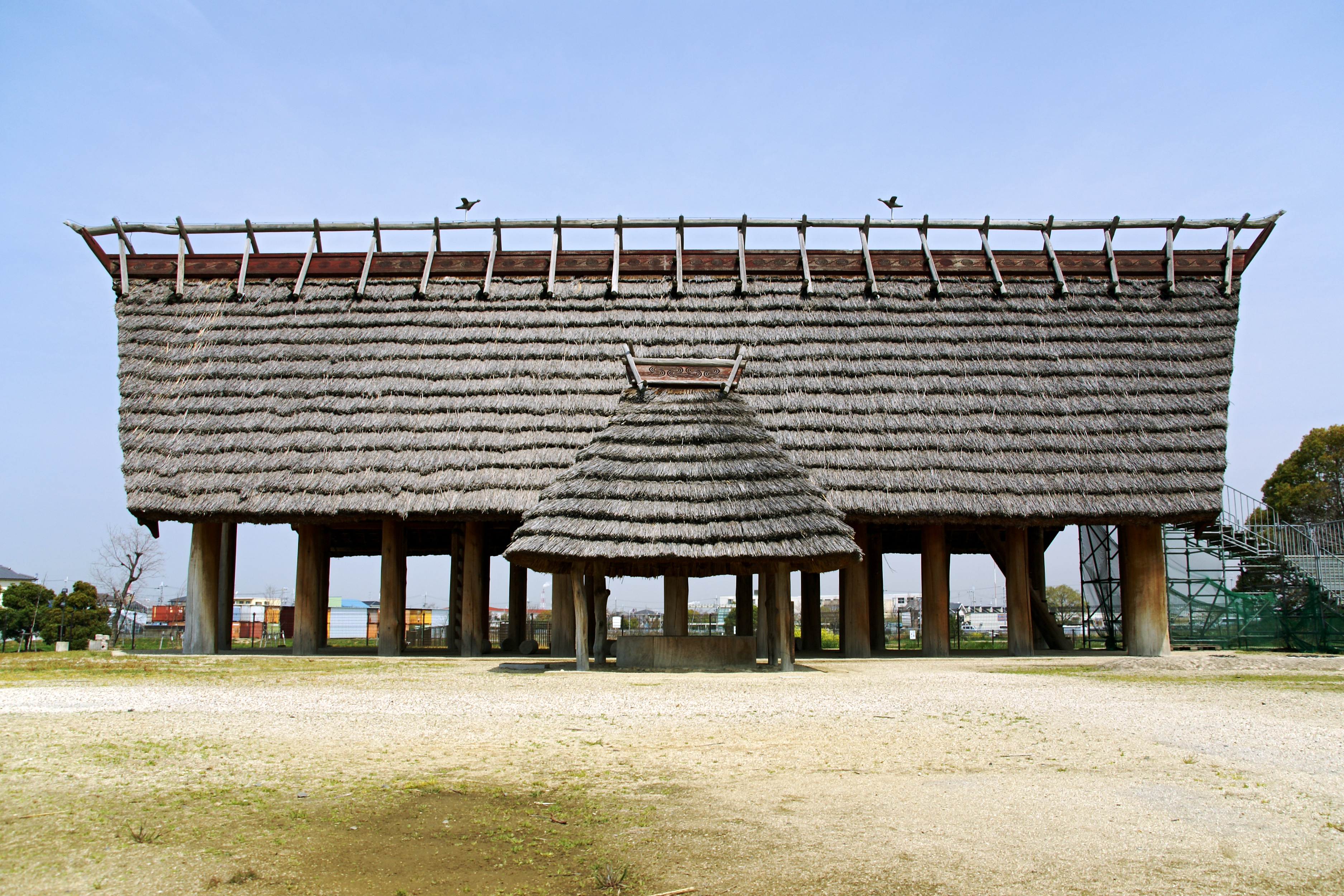
La même maison, vue de face.

#### Yayoi Ancien et Moyen
L'un des premiers villages qui présente des indices de riziculture inondée, du Yayoi Initial, se trouvait, non loin des collines, à proximité d'une confluence de rivières, dans un milieu de lacs, marais et bancs de sable. Les villages voisins poursuivaient le mode de vie Jōmon. Les habitants pratiquaient chasse et collecte. Les structures bâties sont sur plan à peu près circulaire (11 - maisons) ou rectangulaire et longues (5, dont 2 en recoupent d'autres - greniers surélevés ?) et une grande (5,5 × 10 m.) reconstruite au moins deux fois et destinée à des activités collectives essentielles à la communauté. Les maisons ovales sont semi-enterrées avec 2 fosses sur un modèle coréen introduit (Songguk'ri). Contrairement aux bâtiments d'habitations, les bâtiments en longueur probablement destinés au stockage sont surélevés, et non enterrés. Quant aux deux groupes de tombes, l'un est au Sud, l'autre au Sud-est — alors que les habitations forment des groupes dispersés, ailleurs — et les habitations forment deux groupes symétriques, tout comme les tombes. Un fossé de 2 m. de profondeur, localement repéré, a pu entourer le village comme dans des villages contemporains, et selon une pratique importée de Corée. Tout cela conduit à penser à de longs séjours dans ce type de village, parfois à des reconstructions. La poterie est de type local. Cet exemple est caractéristique : il présente des aspects d'importations coréennes diverses, mêlés à des éléments de tradition indigène. On n'a trouvé encore aucune « colonie » coréenne. Certaines nouvelles pratiques ont été adoptées par les locaux et non imposées en remplacement des anciennes.
La riziculture engendre ensuite (entre 400/200 avant l’ère commune et 1/50 EC) de profondes modifications dans le développement des villages. Un centre régional-type mesure alors environ 10-20 hectares, avec des satellites de 1-2 ha. Quelques centres exceptionnellement étendus, au Nord Kyushu, mesurent jusqu'à 100 ha. Tout en se développant, ceux-ci conservent la forme circulaire, en deux moitiés symétriques - même les morts sont souvent répartis en deux moitiés symétriques. La culture en rizière inondée suppose la division des tâches. Mais la structure du village en deux moitiés, disposées en cercle, suppose une communauté égalitaire, une « société contre la hiérarchisation », pour reprendre le titre du célèbre ouvrage de Pierre Clastres, « La Société contre l'État ».

#### Yayoi final
Les rizières couvrent alors une grande partie des plaines alluviales de l'Ouest, avec un système d'irrigation sophistiqué. Le phénomène social majeur, l'abandon d'un très grand nombre de villages et de centres régionaux, serait moins dû au refroidissement climatique qu'aux problèmes engendrés par l'interruption de l'accès aux objets de prestige par l'intermédiaire de la commanderie de Lelang. Comme pour les remplacer, de grands villages installés au sommet des collines apparaissent, mais cette floraison dure peu, comme dans la baie d'Osaka. La stratification sociale qui s'intensifie semble d'ailleurs due au développement de la production et à la circulation de ces produits. Dans le même temps, et inversement, l'organisation du travail et des rituels, dont les dépôts de cloches de bronze, tend à renforcer les structures égalitaires.

### Pratiques funéraires

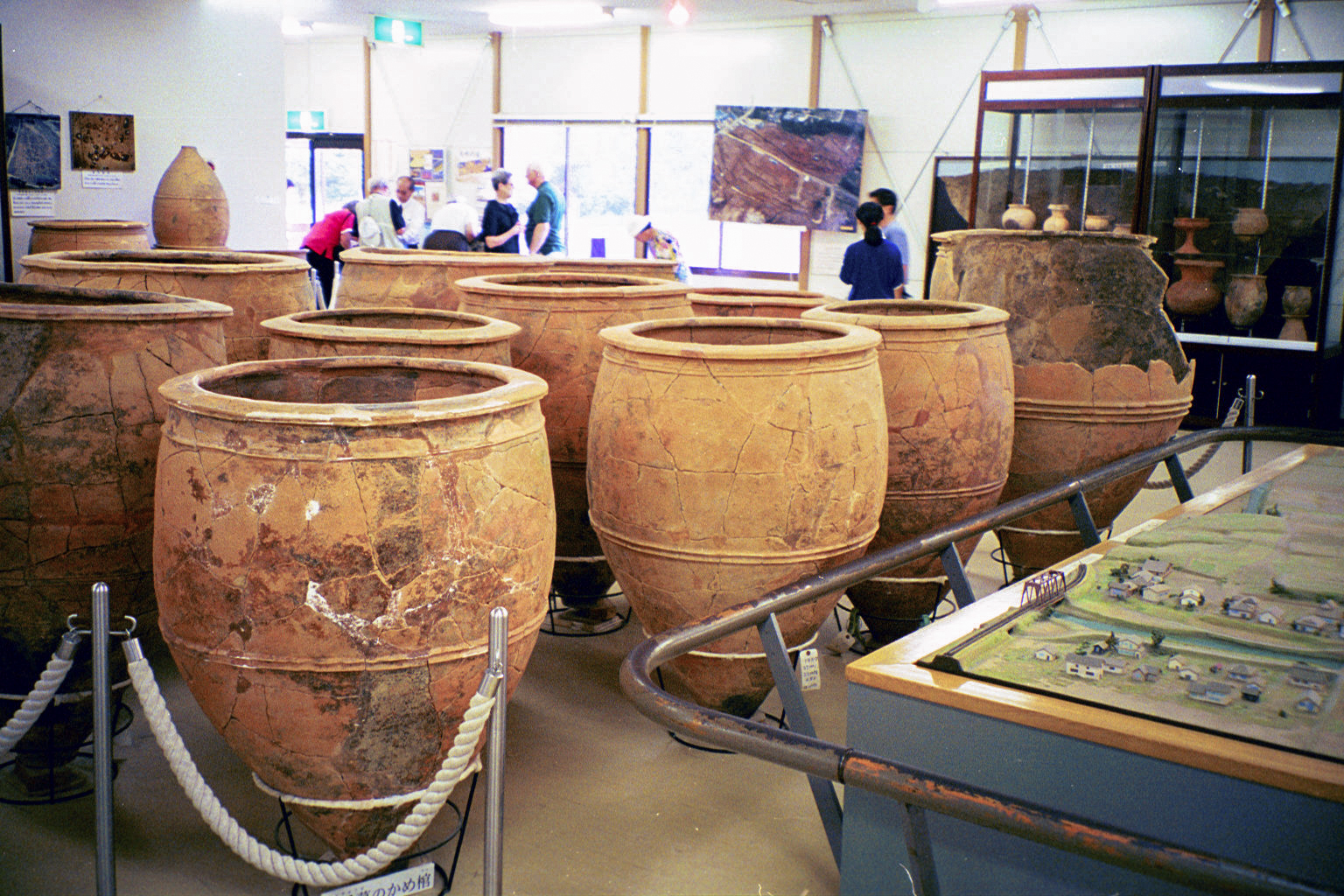
Jarres funéraires, provenant d'un tertre du site de Yoshinogari, préfecture de Saga, Kyūshū.

La hiérarchisation de la société se traduit dans les pratiques funéraires.
Apparaît, pour le commun des mortels, l'usage de jarres-cercueils kamekan. Disposées conjointement lèvre contre lèvre, le défunt y est enfermé de tout son long. Elles étaient ensuite placées dans de véritables champs de jarres. L'absence de mobilier funéraire les caractérise, dans les phases les plus anciennes, même si certaines recèlent des armes en bronze, des miroirs et des perles dans une société qui se hiérarchise au fil du temps. Ainsi au Yayoi Moyen, au Nord Kyushu, une tombe individuelle peut contenir jusqu'à 50 miroirs de bronze des Han occidentaux (Han antérieurs, 206 avant l’ère commune. - 9 EC), d'autres recelant des disques de verre de couleur verte, des perles en forme de virgule (magatama) en verre, des perles cylindriques en verre, et des armes de bronze. Le corps des défunts présente souvent des traces de perforations, de flèches ou de décollation, ce qui témoigne de la tendance belliqueuse de la fin de la période.
Dès l'époque Yayoi initial - Yayoi I on trouve, dans le nord de Kyushu, quelques tombes individuelles à dagues de pierre et à pointes de lance polies en « feuille de saule », dont l'origine est à situer sur la péninsule. Si l'on a pu penser qu'ils pouvaient servir d'indicateurs de stratification sociale dès cette époque, de nombreux cimetières n'en présentent que de très faibles concentrations ou leur absence absolue. On ne peut donc rien en déduire.
À l'époque Yayoi IV, le fer a été travaillé par des artisans sous la protection et le contrôle de l'élite naissante pour constituer une partie des dépôts funéraires. Des armes de fer sont alors déposées dans certaines tombes (de Minkuko-Minamishoji et Sugu-Okamoto).
Parallèlement, pour les personnages de statut plus important, se développe l'usage du tumulus. C'est ce qui a été fait pour la  reine Himiko. Les grands tertres sont mis à distance des tombes de la population. Le défunt sera inhumé à l'intérieur de la chambre funéraire, dans, et non sous, le tumulus. Un mobilier funéraire très riche y est déposé. Ce phénomène va se développer et engager la transition avec la période suivante, la période Kofun.

## Agriculture, céramique, métallurgie et ornements
Contrairement à d'autres régions du monde, l'essor de l'agriculture ne s'est pas accompagné au Japon d'un développement de l'élevage. À l'exception du chien, aucun animal n'a été domestiqué à l'époque Jomon. La domestication du porc, en nombre limité, ne commence qu'à l'époque Yayoi.

### Rizières
Il existe, très tôt, deux types de canaux, les canaux d'alimentation - par exemple parallèles à des terrasses naturelles « en escalier » / champs inondables, le long d'un cours d'eau - et des canaux de drainage - champs gagnés par le drainage de parcelles inondées naturellement. Des dispositifs variés permettent, chaque fois, de contrôler les flux. Ce qui suppose que l'apport de savoir-faire concernant la culture en rizières inondées était suffisamment complet pour être adaptable à plusieurs types de « terrains », topographiques et, probablement, climatiques. À la fin du Yayoi I apparaissent des structures complexes qui témoignent d'une sophistication locale des techniques initiales et ceci s'amplifie au fur et à mesure que cette culture du riz atteint le sud de la région de Tohoku, à la fin de Yayoi I.
Des rizières inondées (d'Oryza sativa, riz asiatique) ont donc été découvertes, dont 230 sites sur les périodes Yayoi et Kofun, dès avant 1988. Plus précisément, la découverte initiale date de 1979, sur le site d'Itazuke, Fukuoka, nord-ouest Kyushu. Les toutes premières datant de la seconde moitié du Jōmon Final, dans le nord de Kyushu, face à la Corée. Elles sont accompagnées d'outils et de poteries provenant du continent. Il est certain que la venue de Coréens a déterminé l'arrivée de ces pratiques étrangères au Japon d'alors. Les causes exactes en sont inconnues, en 2002 et en 2004. L'influence de la culture Mumun, de Corée, se manifeste exclusivement dans le nord-ouest de Kyushu et la période locale semble commencer vers 1000-900, sous la dénomination de Yayoi Initial. Le métal fait son apparition, mais ce n'est qu'au milieu de l'époque Kofun que l'on fixera des tranchants en fer sur les bêches et les houes.

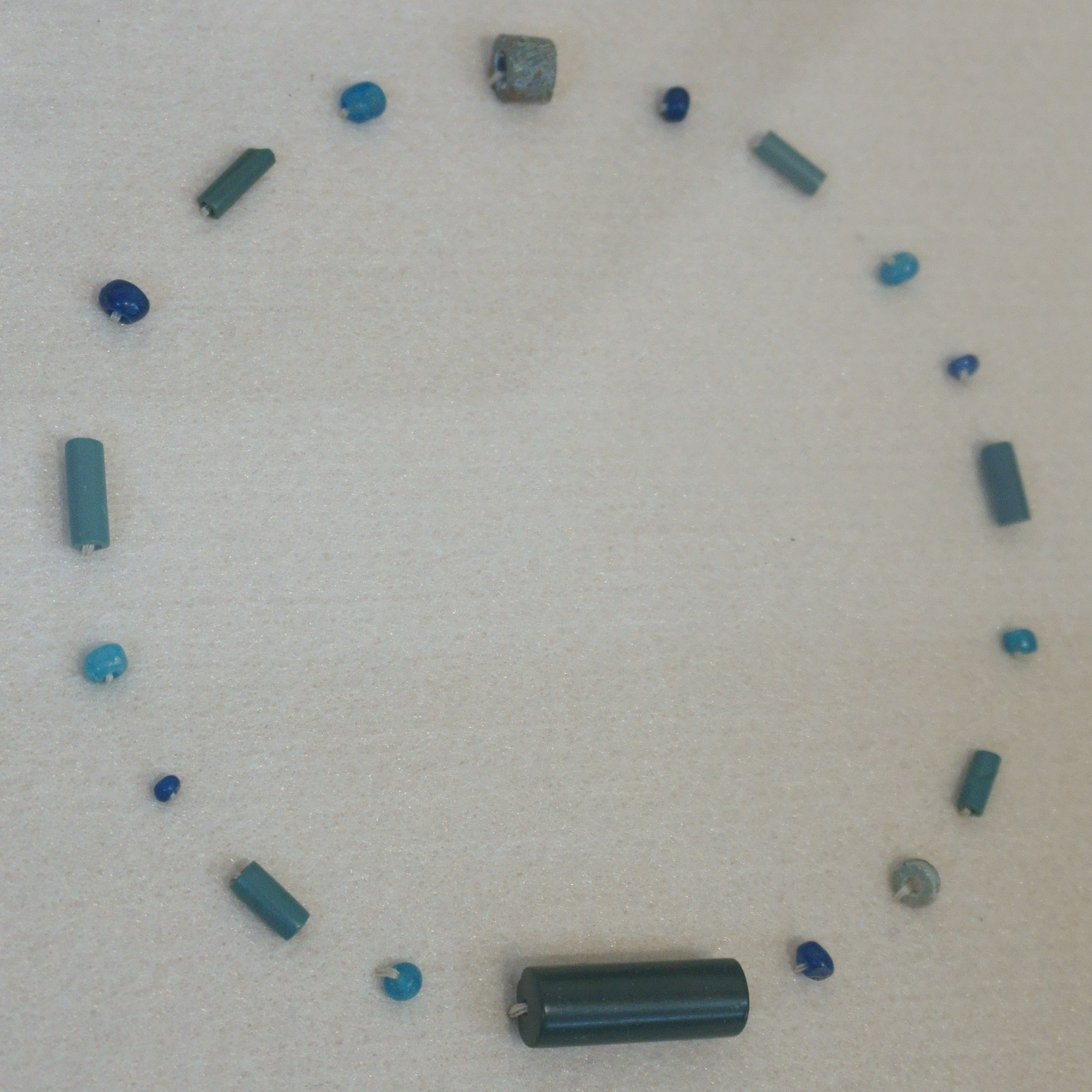
Perles de verre. Site de Yoshinogari. IIIe – Ier siècle avant l’ère commune. Yayoi Ancien. Musée du site.
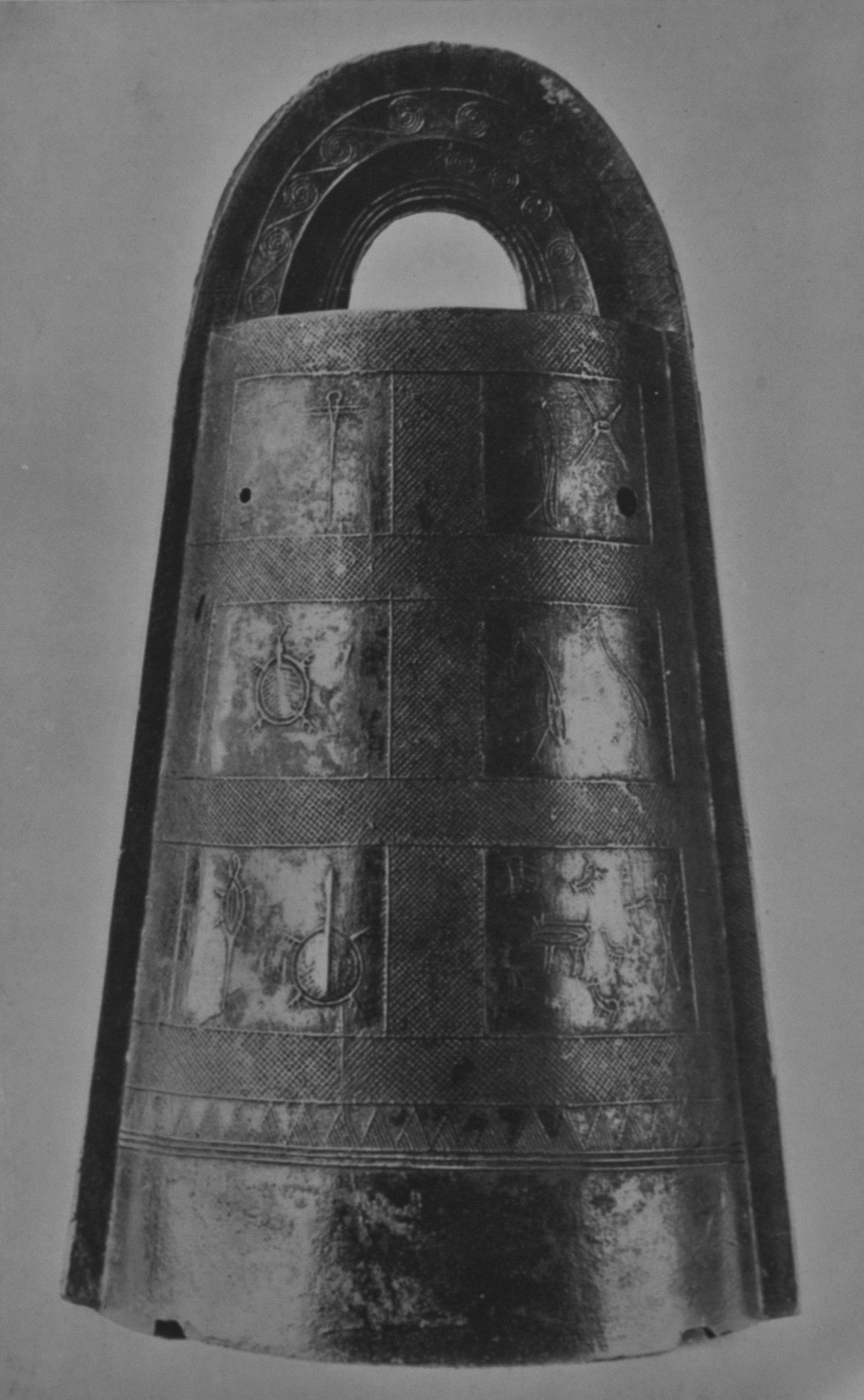
Dotaku Type III, IIe – Ier siècle avant l’ère commune, à motifs zoomorphes et anthropomorphes[89] H. 42,7 cm. IIe – Ier siècle avant l’ère commune, déb. Yayoi Moyen. Sakuragaoka (Hyogo). TNM
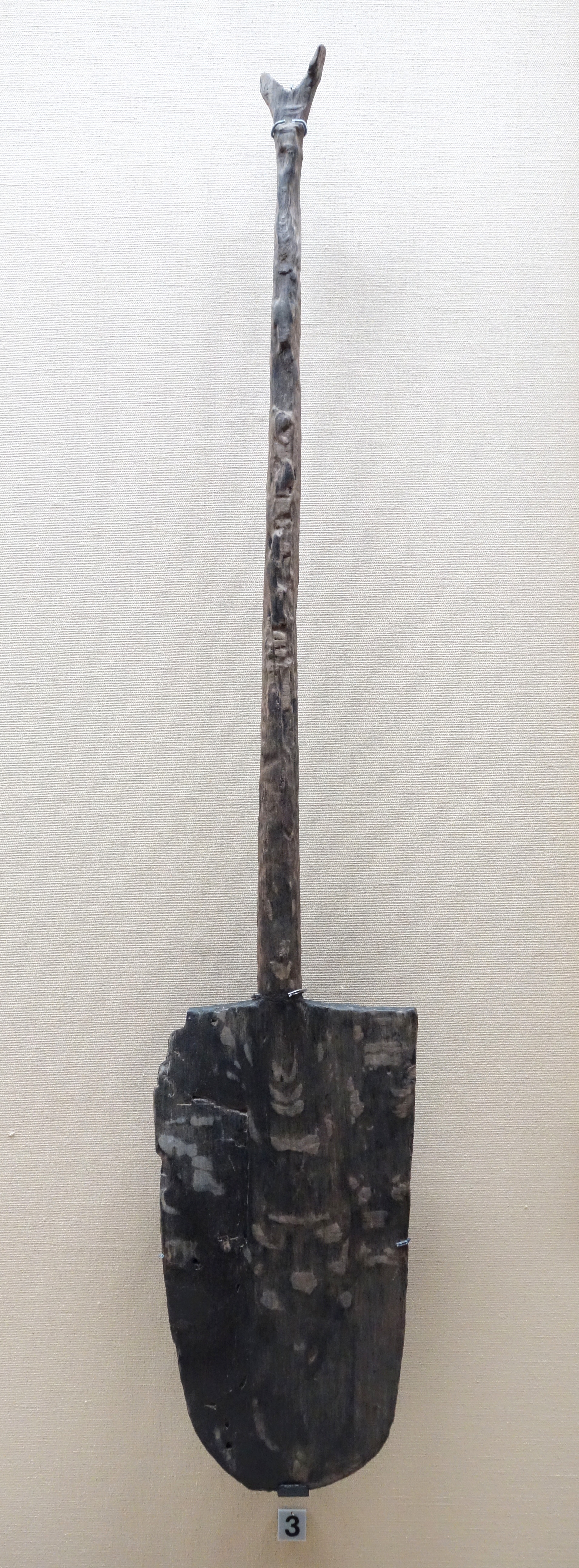
Bêche en bois monoxyle. IIe AEC- IIIe siècle EC. Yayoi Ancien-Moyen. Musée national de Tokyo : TNM
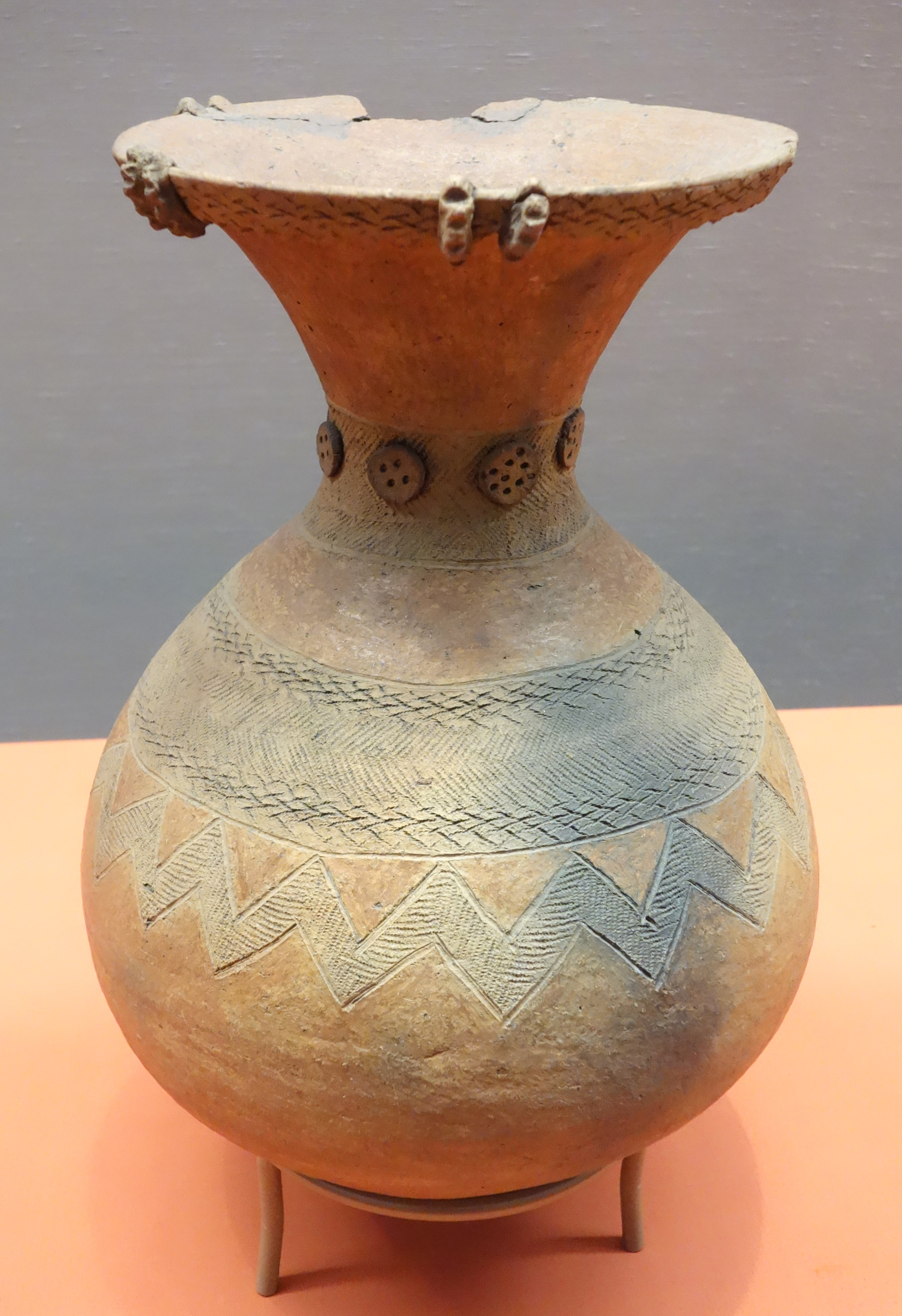
Jarre globulaire à col étroit, tsubo, polie et peinte en rouge, décor cordé. Ier – IIIe siècle EC. Yayoi V, Final. Site : Kugahara, Ōta-ku, (Tokyo). TNM
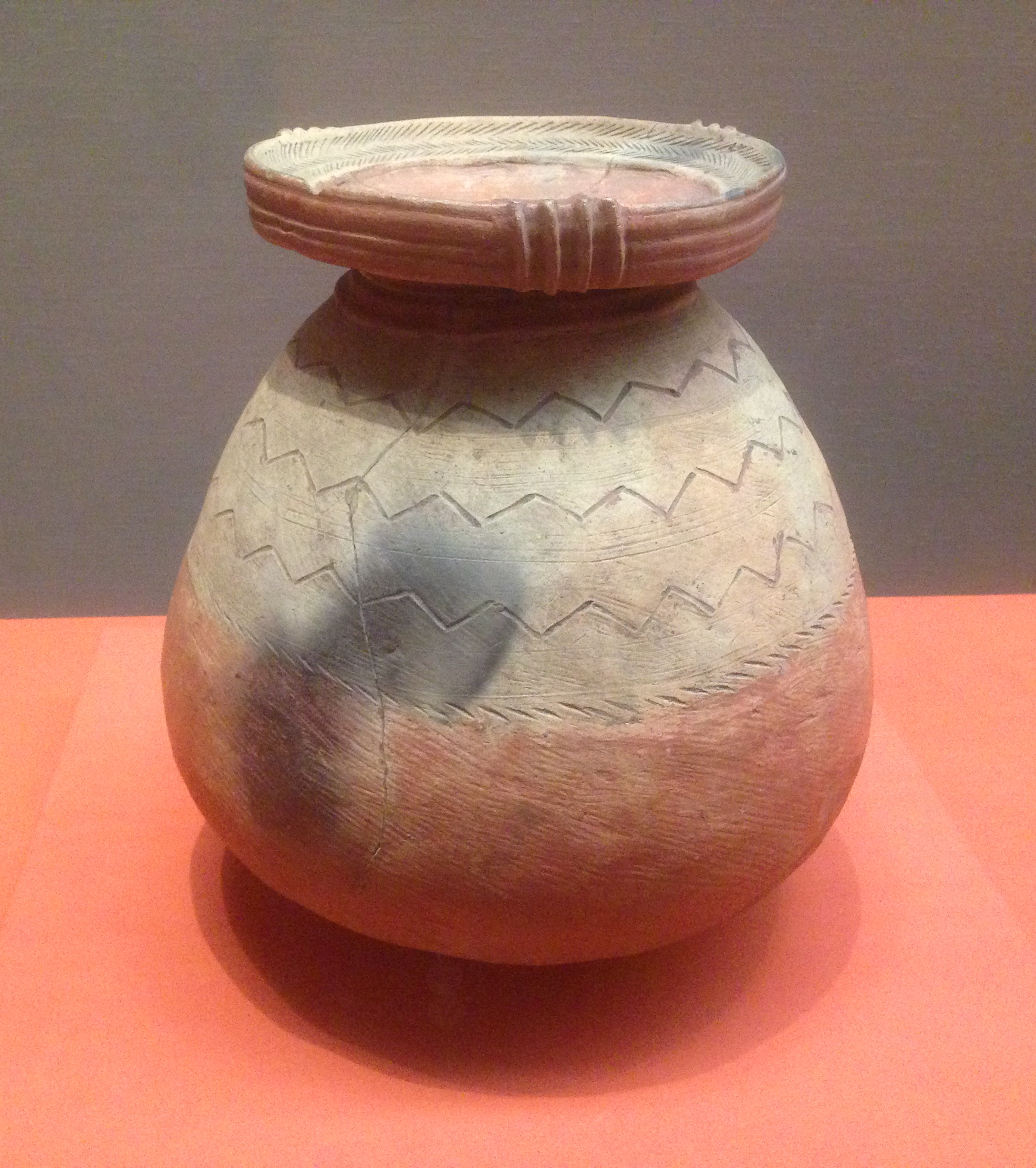
Jarre globulaire à col étroit, tsubo, polie et peinte en rouge, décor incisé. Ier – IIIe siècle EC. Yayoi V, Final. Site : Takakura-cho. Atsuta-ku, Nagoya, (Aichi). TNM
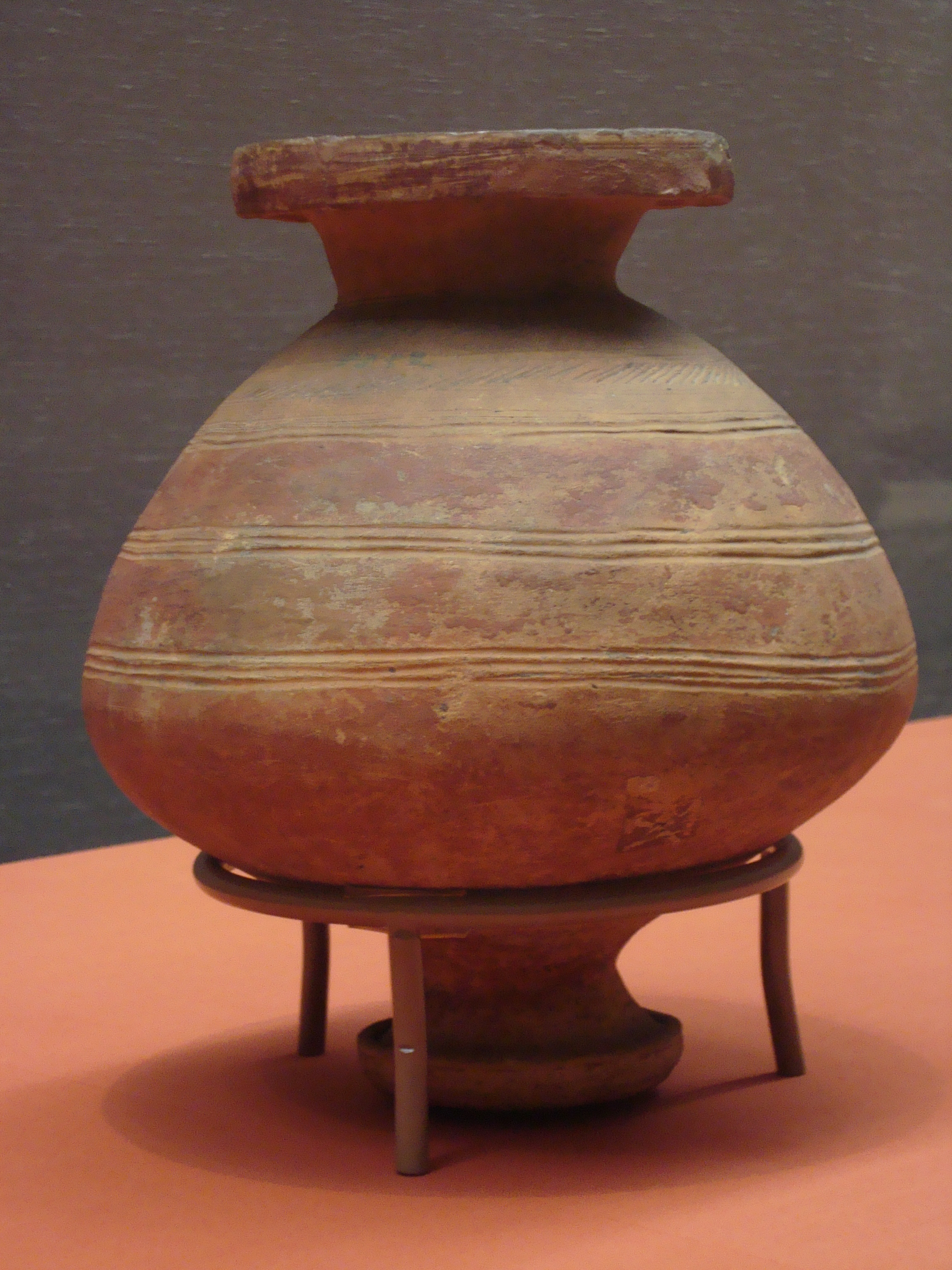
Jarre globulaire à pied, peinte en rouge. Site de Takakura, Atsuta-ku, Nagoya, (Aichi). TNM
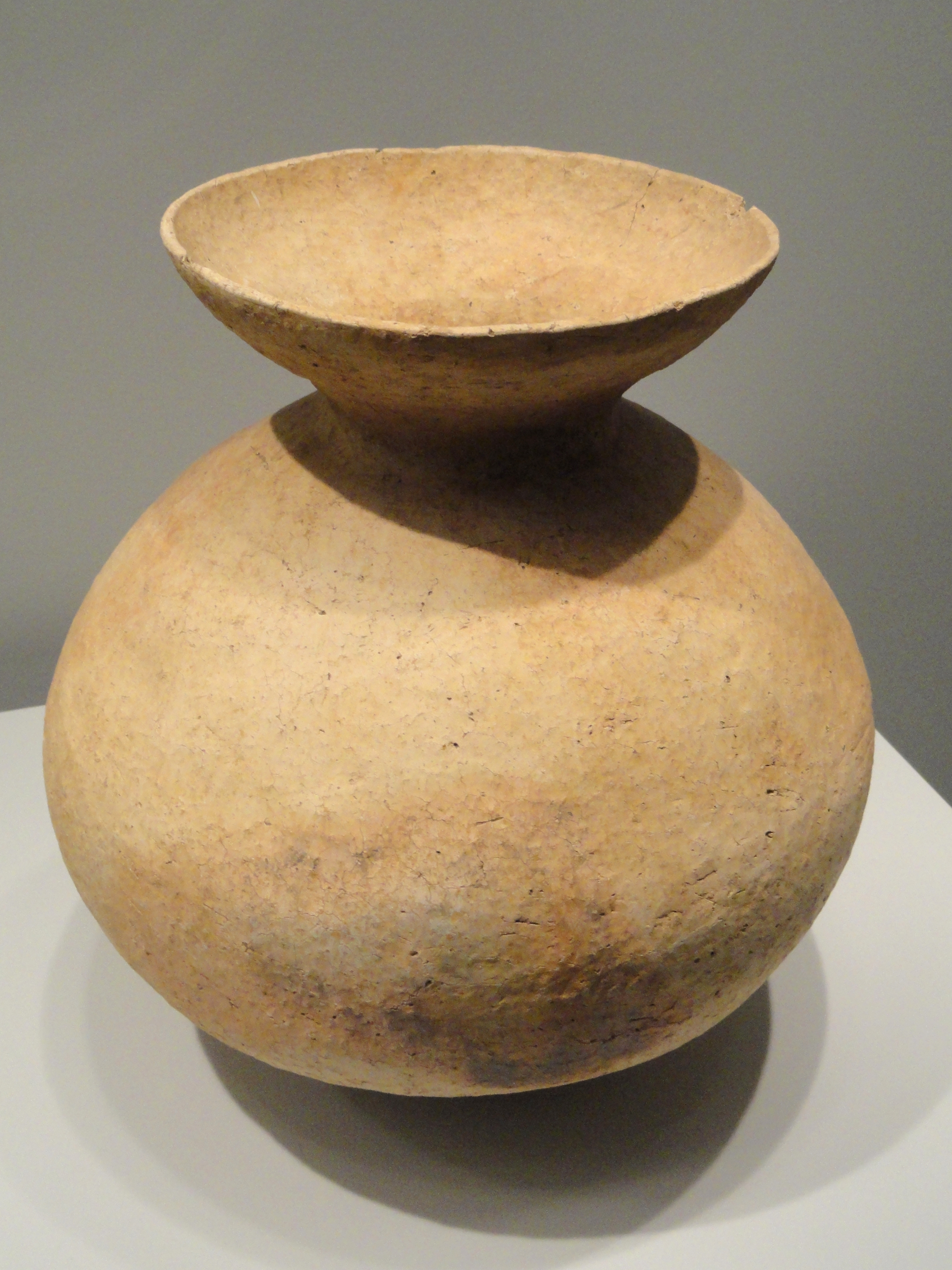
Jarre globulaire de stockage. Art Institute of Chicago
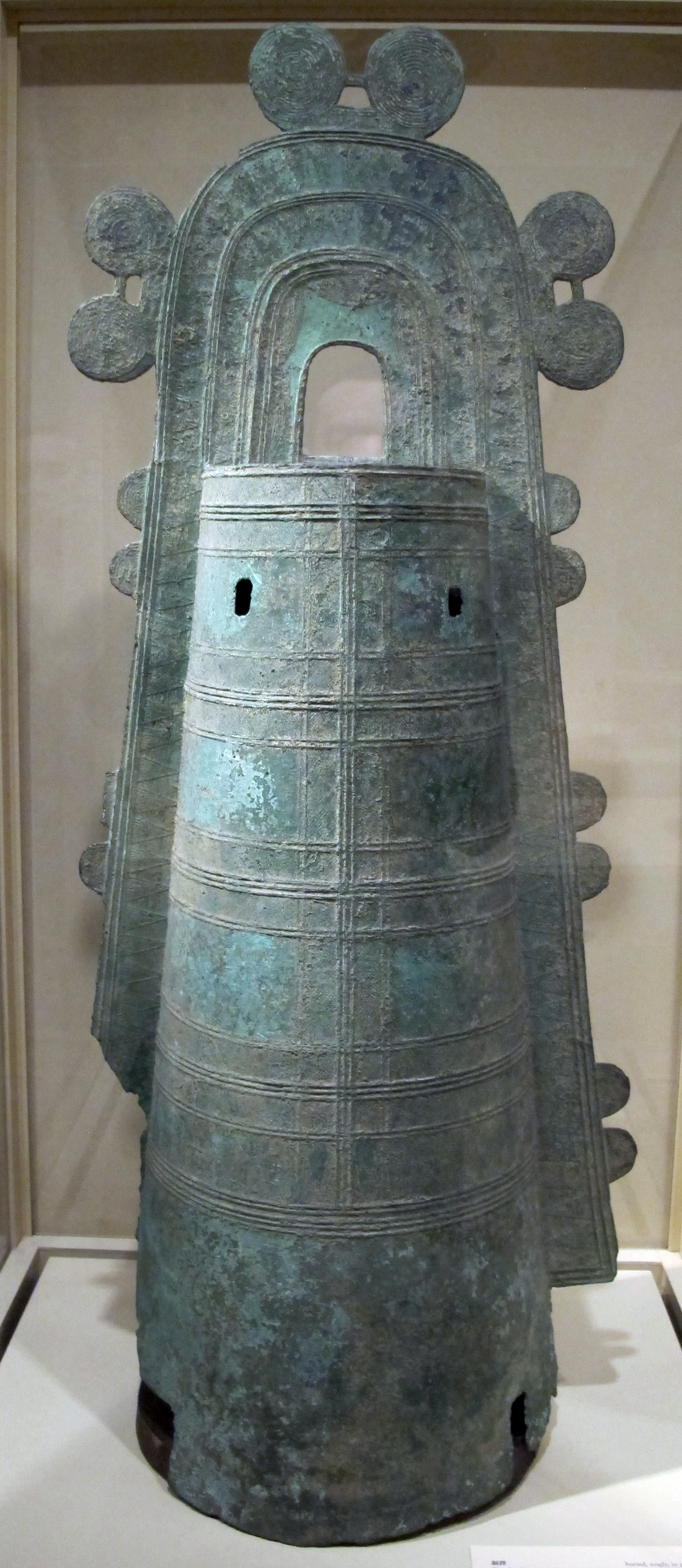
Dotaku Type IV-5. Ier – IIIe siècle : cloche cérémonielle, bronze, H. 110,5 cm. Yayoi. Metropolitan Museum of Art

### Céramique, métallurgie et ornements

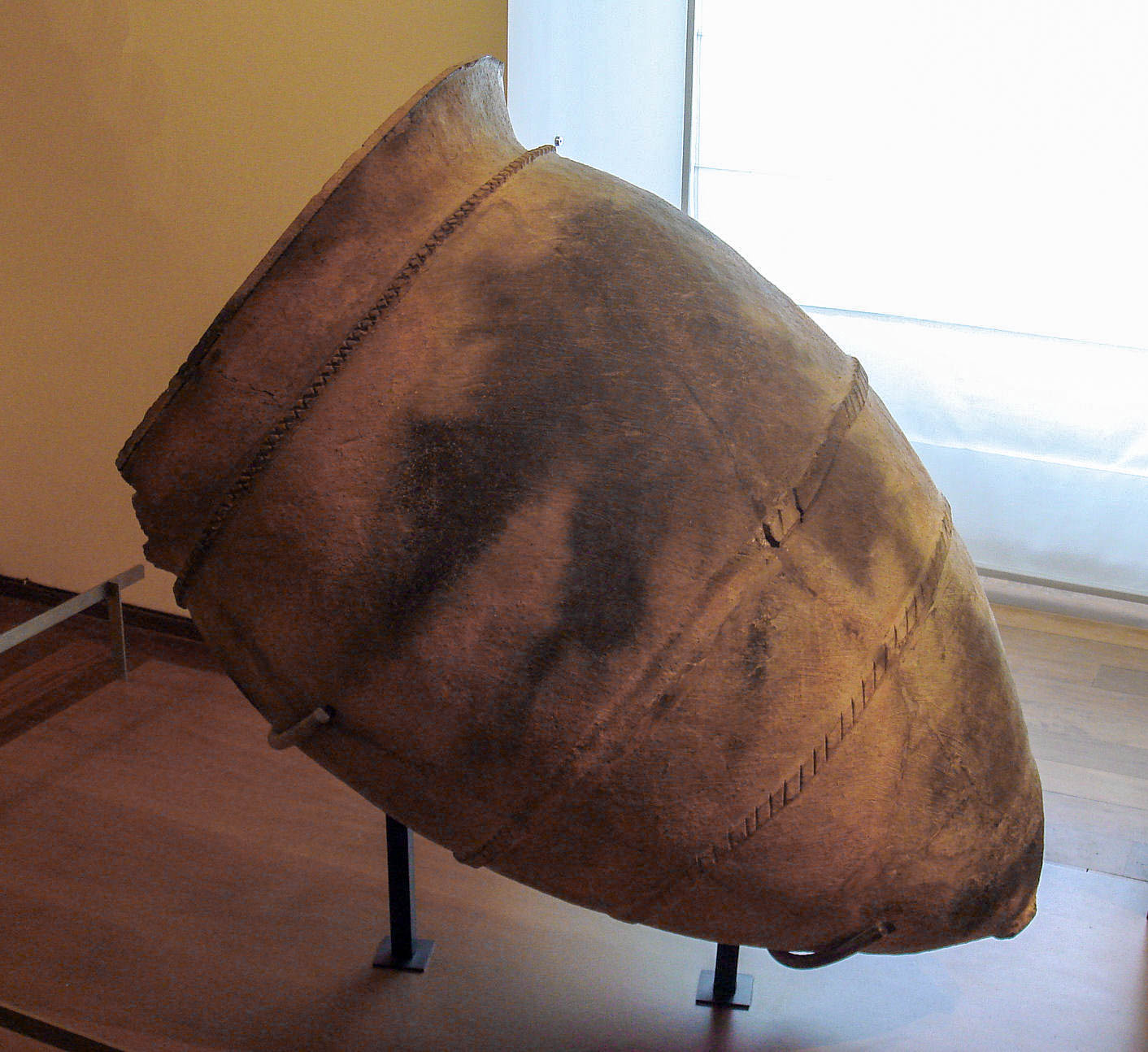
Jarre funéraire. H. env. 1 m.. Musée Guimet

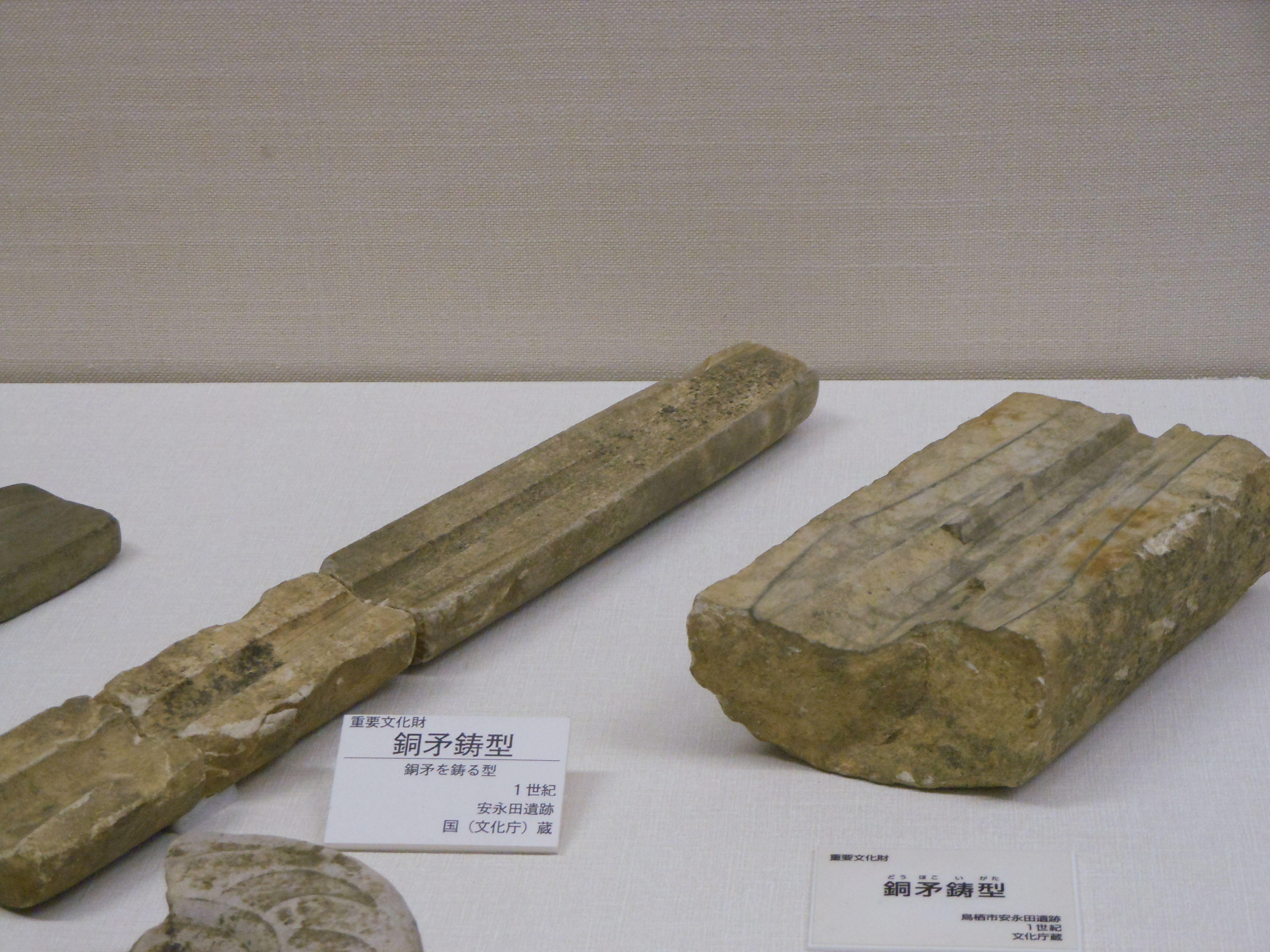
Moule de dague en bronze. Site : Yasunagata (Saga), Ier siècle. Saga Prefectural Museum.

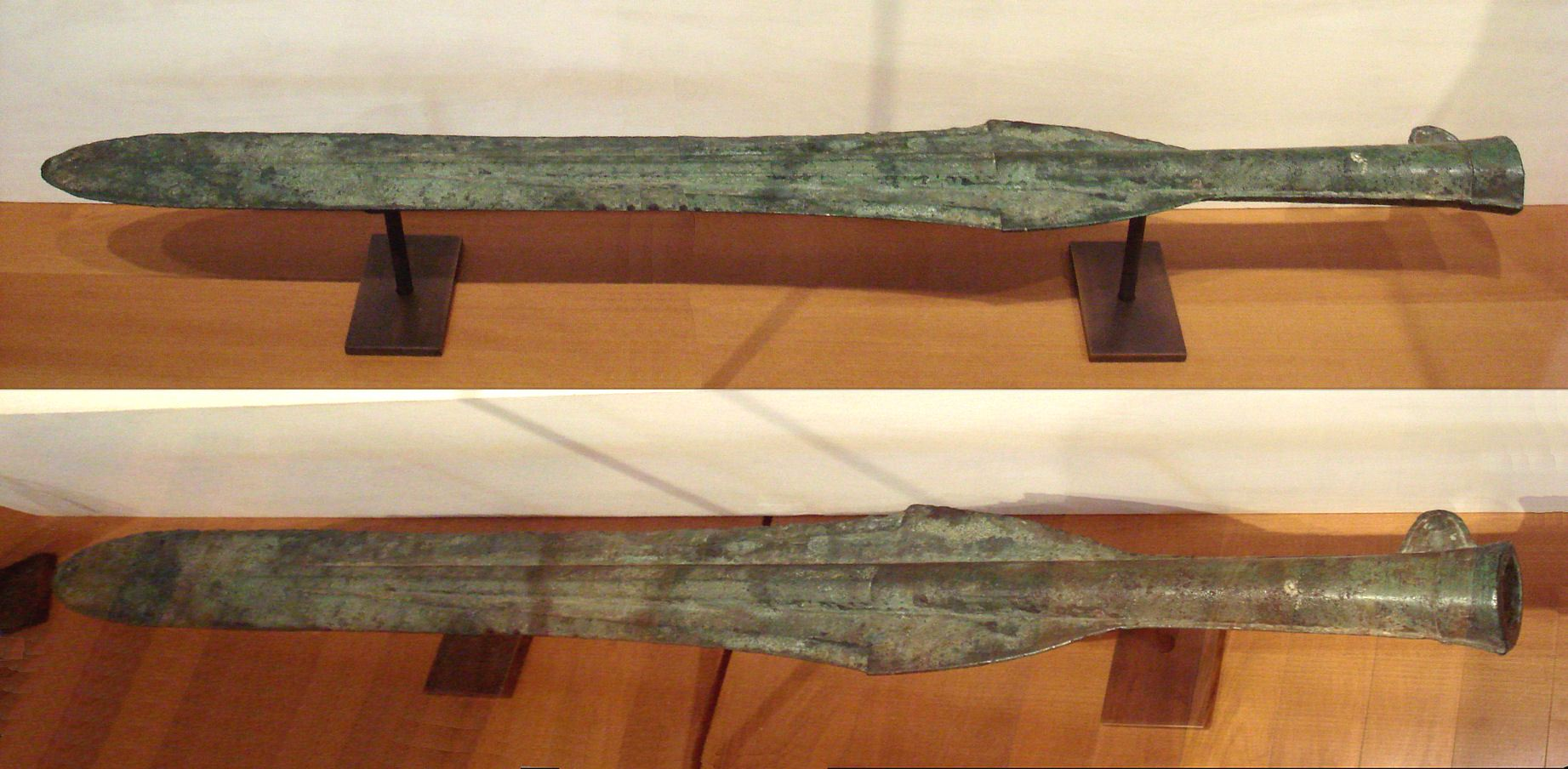
Pointes de lances, bronze.. Musée Guimet

#### Céramique
Un nouveau type de jarre apparait, de forme globulaire (Tsubo), « aux lèvres ouvertes, aux épaules renflées et à base étroite »  souvent soigneusement polie au point d'être légèrement brillante, lustrée, et peinte en rouge, très rarement en noir, l'ouverture évolue vers un col étroit, avec le temps et en s'écartant vers l'Est. Au nord de Kyushu, il en existe deux formats au Yayoi Initial, le grand de 50 cm, qui peut servir de cercueil, le petit de 15 cm. qui peut servir d'offrande funéraire. Mais elles servent principalement à stocker le riz, leur surface interne étant simplement lissée, rarement polie, on peut en déduire qu'elles ne pouvaient servir qu'à entreposer le grain et non à contenir des liquides. Elles reçoivent habituellement une peinture de couleur rouge, dont la tradition remonte au Jomon Final. Elles servent donc aussi de cercueil, comme si le mort était « conservé », comme le riz, en vue d'une revitalisation au printemps suivant. Leur premier usage funéraire en a fait, d'ailleurs, les cercueils de bébés au Yayoi Initial. Leur forme est le produit d'une « indigénisation » - d'une hybridation - au nord de Kyushu, de formes coréennes de culture Mumun et de formes indigènes (avec la couleur). Les pièces souvent tournées, et globalement sans décor, sont encore montées au colombin pour les grandes jarres, le tour servant, localement et uniquement, à une décor discret pour les formats classiques. La cuisson est à 800° en plein air sous des branchages, et au Kyushu dans des fosses.
Évolutions: Dans la péninsule coréenne, le vase globulaire était en terre cuite polie, à col vertical et servait à conserver le riz. Dans la culture Jōmon, le vase correspondant, un vase à cuire les aliments, d'usage quotidien, possédait un col caréné, avec ou sans cordon. L'hybridation conduit à ce vase globulaire à profil, plus ou moins, en S et large panse, dit de type Tsubo. De nombreux autres types existent à Kyushu, mais surtout vers l'est où une variante de cette forme apparait tardivement.

#### Métallurgie
La technologie du bronze provient de la Corée. Elle apparait au Yayoi II dans le Nord de Kyushu et se répand à l'Ouest au Yayoi III. On a trouvé ainsi le moule d'un outil en bronze servant à écorcer le bois, datant du Yayoi I final. Par ailleurs, le plus ancien moule de dague en bronze date actuellement (en 2013) du Yayoi II. Cette technologie nouvelle correspond à l'arrivée, au Yayoi II, d'immigrants coréens, identifiables à leur poterie du Mumun final et à leur habitat individuel ou en colonie, mais en divers points, au Nord Kyushu. D'après l'étude de l'emplacement des fonderies les fondeurs semblent appartenir à des communautés d'immigrants en raison de leur lien de parenté ; leur mobilité pouvait leur permettre de travailler au sein de petites communautés. Leur principale production consiste dans un premier temps en dagues, hallebardes et pointes de lances, ensuite viennent des cloches et des hallebardes. Les premiers se retrouvent comme dépôts funéraires, les seconds semblent correspondre à des pratiques rituelles. Au Yayoi III leur dispersion laisse penser qu'il s'agit encore d'objets de prestige, de dons, et que leur circulation n'est pas encore contrôlée par l'élite. On a pu déterminer que la matière première des cloches de bronze, à partir du Yayoi IV, venait de Chine, précisément du Hebei, sous forme de lingots ; auparavant elle provenait de Corée. Le transport de ces matières premières suppose un réseau de communications et d'échanges, qui participe au cours du Yayoi IV à une centralisation croissante et à une collaboration à différentes échelles.
L'introduction d'objets en fer semble commencer au Yayoi I avec des haches chinoises de la période des Royaumes combattants, via la péninsule. La production de fer forgé commence au Yayoi II ou III au Nord Kyushu. Ce serait des ateliers itinérants. Au Yayoi IV des fours à forger se rencontrent d'Ouest en Est. Les fondeurs disposent de fours sophistiqués, dont le type Nioute, sur le grand centre régional de Sugu, côte Nord Kyushu. Les pointes de lances et les hallebardes participent, alors, aux offrandes à l'occasion des funéraires de l'élite, qui en contrôle la production, tandis que les outils en fer sont laissés à l'initiative populaire. Au Yayoi V la production de bronze se concentre dans la région de Sugu, tandis que le fer est produit un peu partout. Mais certains anciens centres de productions du fer et de façonnage sont devenus des lieux de façonnage uniquement.

#### Objets cérémoniels et ornements
Durant l'ère Yayoi se déploie une importante production d'objets cérémoniels, parmi lesquels les magatama, pendentifs rituels en jade, ou autre matières, en forme de virgule, apparus à l'époque Jōmon et qui se rencontrent au Yayoi Moyen (II-IV) puis sont plus nombreux encore à l'époque Kofun, des kagami ou miroirs de bronze d'origine chinoise Han, tel celui de Yata conservé au sanctuaire Ise-jingū, des épées longues à double tranchant, telle l'épée Kusanagi (« faucheuse d'herbe ») du Trésor impérial du Japon, indiquant la filiation avec celles de l'armée de Qin Shi Huangdi. Au Ier siècle, le fer se généralise pour les outils destinés à l'agriculture et pour les armes retrouvées, en général, dans des tombes de mâles dès le Yayoi Ancien et Moyen. Et alors que les dogu, figurines « féminines » associées probablement à des rituels de fertilité, ont disparu au Jomon Final, seuls les pierres phalliques Jomon subsistent encore dans la région de Kinki, attestant, avec les armes, de la nouvelle position du mâle.
Les cloches sont des objets cérémoniels importants. Ce sont des Dotaku, en bronze et sans battant. Elles sont réalisées dans des moules bivalves. Jusqu'à un mètre de haut, elles se caractérisent par un tronc circulaire haut, et une anse fine qui se poursuit en arêtes. Parmi les décors les plus fréquents figurent des motifs en dents de scie, sur les arêtes latérales, et des liserés, qui agrémentent toute la surface et la découpent en plusieurs registres. Plus tard apparaissent des motifs zoomorphes et anthropomorphes, sur ces registres, comme des scènes de chasse et de pêche et autres activités quotidiennes, des bâtiments aussi. Au cours des phases finales les motifs figuratifs disparaissent. Ces objets étaient probablement des objets rituels liés à des rites agraires qui se déroulaient au moment de la récolte, et non des instruments de musique car on ne décèle aucune trace de frappe au cours de la période Yayoi final. Ils sont souvent retrouvés dans des lieux isolés, comme aux abords des cascades ou d'accidents de terrain, enterrés isolément ou par groupe de quatre ou cinq. Ces motifs, liés à des rites agraires, ont ensuite été peints sur des Haniwas cylindriques, réalisés par les communautés paysannes, au cours de la période Kofun.

#### Archéologie «régionale», dont le Japon
- (en) HABU, Junko, LAPE, Peter V. et OLSEN, John W (éditeurs scientifiques), Handbook of East and Southeast Asian Archaeology, Springer-Verlag New York, 2017, XXI-771 p. (ISBN 978-1-4939-6519-9 et 978-1-4939-6521-2)

#### Période Yayoi
- Olivier Brunet (éditeurs scientifiques) et Charles-Édouard Sauvin, Les marqueurs archéologiques du pouvoir, (Publications de la Sorbonne) OpenEdition Books, 2016 (lire en ligne), « Les miroirs sankakubuchi shinjū : témoins de l’émergence d’un pouvoir centralisé dans le Japon protohistorique (IIIe – IVe siècle) - Linda Gilaizeau », p. 49-56.
 Voir aussi : Gilaizeau L. (2010), Le rôle et l’influence du continent asiatique sur les sociétés de l’archipel japonais durant la protohistoire à travers les pratiques funéraires. Du Yayoi moyen au Kofun ancien (Ve siècle avant notre ère – IVe siècle de notre ère), Thèse de doctorat Université de Paris I – Panthéon Sorbonne, non publié.
- (en) Vicki Cummings (éditeurs scientifiques), Peter Jordan et Marek Zvelebil, The Oxford handbook of the archaeology and anthropology of hunter-gatherers, Oxford, Oxford University Press, 2014, 1330 p. (ISBN 978-0-19-955122-4 et 0-19-955122-7, lire en ligne).
- Jean Paul Demoule (dir.), La Révolution néolithique dans le monde : Séminaire du Collège de France, Paris, CNRS éditions, 2009, 488 p. (ISBN 978-2-271-06914-6), avec la participation de Laurent Nespoulous, « Le contre-exemple Jōmon », p. 65-85.
- (en) Junko Habu, Ancient Jomon of Japan, Cambridge, New York, Melbourne, etc., Cambridge University Press, 2004, XV-332 p. (ISBN 0-521-77670-8). Aussi :  (ISBN 978-0-521-77670-7) (br.). - (ISBN 978-0-521-77213-6). (rel.). Autre tirage 2009.
- Francine Hérail (dir.), Guillaume Carré, Jean Esmain, François Macé et Pierre Souyri, Histoire du Japon : des origines à nos jours, Paris, Éditions Hermann, février 2010, 1413 p. (ISBN 978-2-7056-6640-8).
- (en) Mark J. Hudson, « Japanese Beginnings », dans William M. Tsutsui, A Companion to Japanese History, John Wiley & Sons, coll. « Wiley Blackwell Companions to World History », 2009 (ISBN 9781405193399)
- (en) Imamura, K., Prehistoric Japan : New perspectives on insular East Asia, Londres, University College London, 1996, 246 p. (ISBN 1-85728-616-2 et 1-85728-617-0) Édition identique :  University of Hawaii Press, 1996, 246 pages,  (ISBN 0-8248-1853-9)
- (en) Kumar, Ann, Globalizing the prehistory of Japan : language, genes and civilization, London ; New York, Routledge, coll. « Studies in the Early History of Asia », 2009, 208 p. (ISBN 978-0-7103-1313-3, 0-203-88643-7 et 978-0-203-88643-4) (broché, e-book et e-book)
- (en) Naoko Matsumoto, Hidetaka Bessho et Makoto Tomii, Coexistence and Cultural Transmission in East Asia, coll. « One World Archaeology » (no 61), 2012 (lire en ligne), chap. 10 (« Shinpei Hashino :  The Diffusion Process of Red Burnished Jars and Rice-Paddy Field Agriculture from the Southern Part of the Korean Peninsula to the Japanese Archipelago »), p. 203 à 222.
- (en) Naoko Matsumoto, Hidetaka Bessho et Makoto Tomii, Coexistence and Cultural Transmission in East Asia, Left Coast Press, 2011 (lire en ligne), « Yoichi Kawakami :  The Imitation and Hybridization of Korean Peninsula-Style Earthenware in the Northern Kyushu Area during the Yayoi Period », p. 257 à 276.
- (en) Koji Mizoguchi, The archaeology of Japan : from the earliest rice farming villages to the rise of the state, New York, Oxford University Press, coll. « Cambridge world archaeology », 2013, XIX-371 p., 29 × 20 × 2 cm (ill., cartes) (ISBN 978-0-521-88490-7, 0-521-88490-X et 978-0-521-71188-3, lire en ligne), les 2 premiers ISBN sont reliés, le suivant est broché.
- (en) Koji Mizoguchi, An archaeological history of Japan : 30 000 BC -to AD 700, Philadelphie, University of Pennsylvania Press, 2002, 274 p., 22 (ISBN 0-8122-3651-3)
- Christine Schimizu, L'Art japonais, Paris, Flammarion, coll. « Vieux Fonds Art », 1998, 495 p., 28 × 24 × 3 cm env. (ISBN 2-08-012251-7), et Schimizu, Christine, L'Art japonais, Paris, Flammarion, coll. « Tout l'art, Histoire », 2001, 448 p., 21 × 18 × 2 cm env. (ISBN 2-08-013701-8)
- (en) Werner Steinhaus et Simon Kaner, An Illustrated Companion to Japanese Archaeology : Comparative and Global Perspectives on Japanese Archaeology, Archaeopress Archaeology, 2017 (éd. 2016), 350 p., 29,5 × 20 × 2 cm (nb. ill. coul., cartes et plans mais le texte est quasiment réduit au commentaire des illustrations) (ISBN 978-1-78491-425-7) (ISBN éd. brochée)
- Laurent Nespoulous et Pierre-François Souyri, Le Japon : Des chasseurs-cueilleurs à Heian, -36 000 à l'an mille, Paris, Belin, coll. « Mondes anciens », 2023